# 제2차 세계 대전의 전차

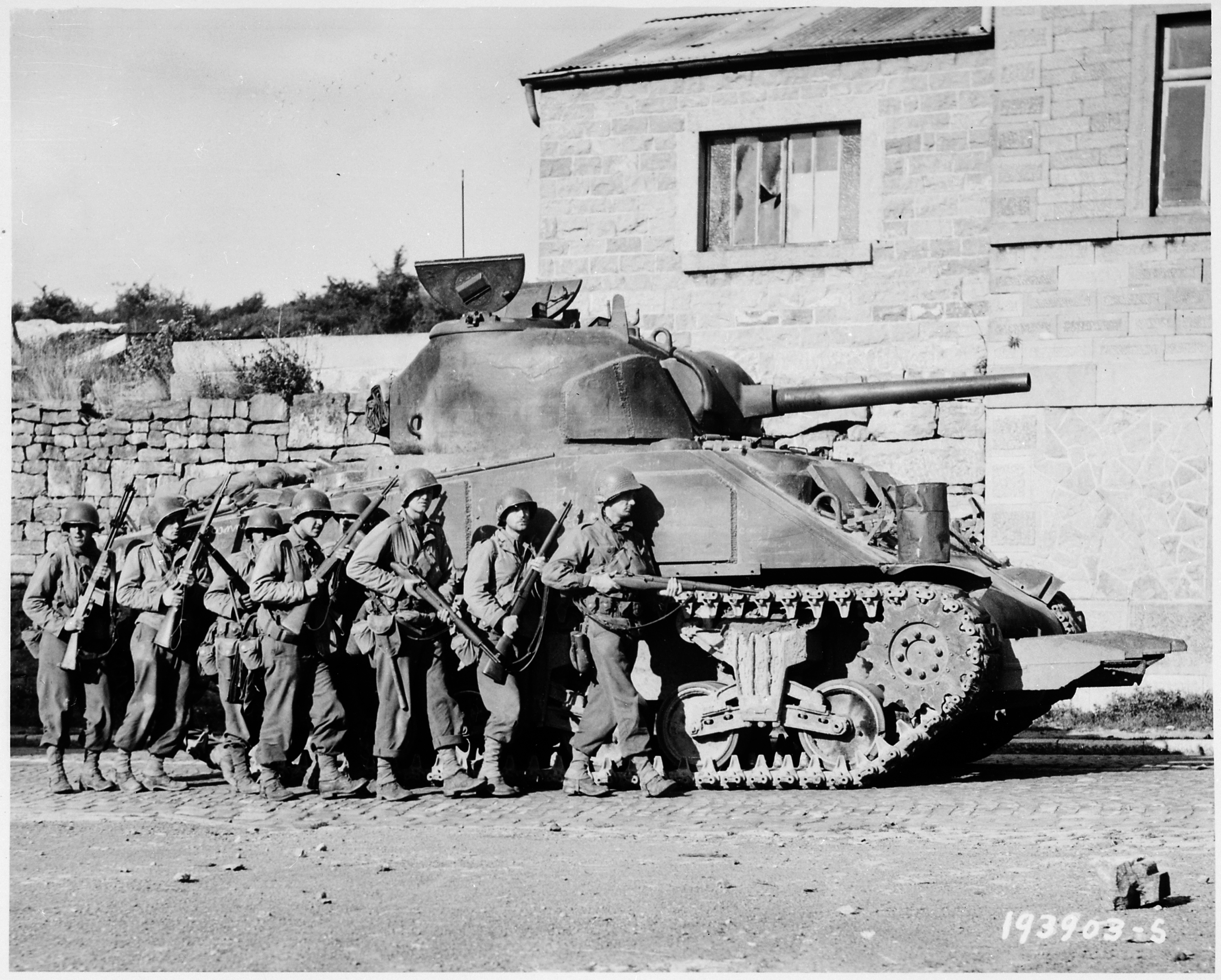
연합 작전 중인 병력: 제2차 세계 대전 전차(M4 셔먼 전차 모습)는 다양한 목표물에 효과적이었지만, 근접 공격으로부터 전차를 보호하기 위해 보병의 지원이 필요한 경우가 많았다.

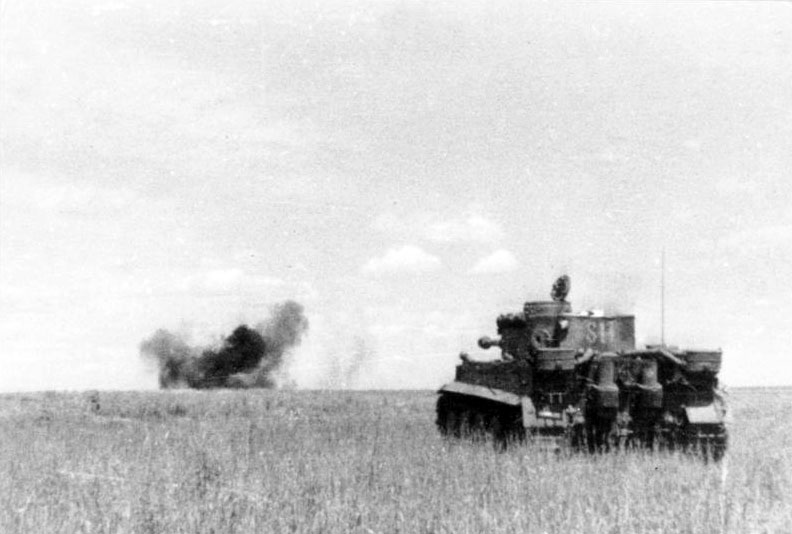
티거 1 중전차는 1943년 쿠르스크 전투의 개방된 지형에서 강력한 장거리 포를 유리하게 사용할 수 있었다.

전차는 제2차 세계 대전의 중요한 무기 체계였다. 전간기 동안 전차는 광범위한 연구의 대상이었지만, 소수의 국가에서 소량만 생산되었다. 그러나 제2차 세계 대전 동안 대부분의 군대는 전차를 운용했으며, 매달 수천 대가 생산되었다. 전차의 사용, 교리, 생산은 참전국들마다 크게 달랐다. 전쟁이 끝날 무렵, 전차 교리와 설계에 대한 합의가 이루어지고 있었다.

## 배경

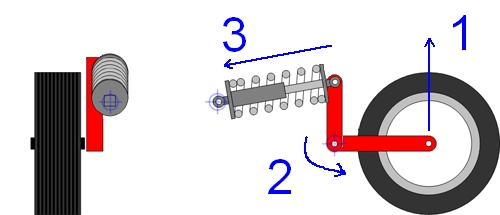
크리스티 서스펜션(현가장치) 개략도

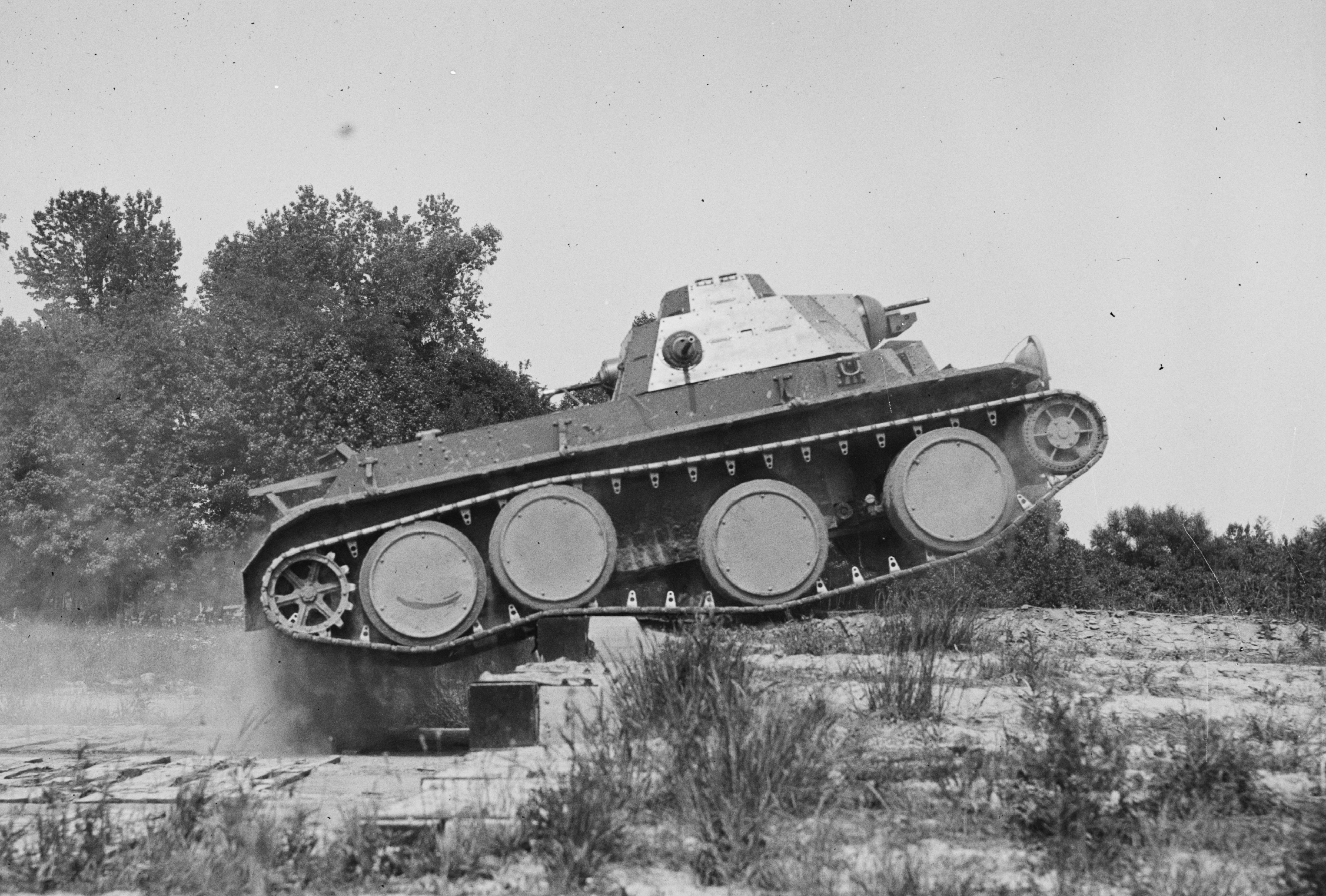
1936년 테스트 중 장애물을 넘는 크리스티 서스펜션을 장착한 T3E2 전차

전차는 1916년 영국에서 발명되어 프랑스에서 거의 동시에 개발되었고 제1차 세계 대전 중에 처음 사용되었다. 제1차 세계 대전의 전차는 아이디어의 참신함과 자동차 산업의 원시적인 상태를 반영했다. 제1차 세계 대전 전차는 걷는 속도로 움직였고, 상대적으로 신뢰할 수 없었으며, 최적의 활용법은 전쟁이 끝날 때까지 계속 발전하고 있었다. 전차 설계의 돌파구는 미국의 엔지니어 J. 월터 크리스티가 개발한 크리스티 서스펜션으로, 당시 흔히 사용되던 기존의 판 스프링 시스템보다 더 긴 서스펜션 움직임을 허용하여 전차를 더 빠르게 움직일 수 있게 했다.
기갑전 교리는 현대 화력에 의해 부과된 교착 상태를 피하고 전장에서 공격력을 회복할 수 있는 수단을 찾으면서 전간기에 급진적으로 변화했다. 처음에는 전차가 보병의 근접 지원에 사용되었지만, 여러 군대에서 현대 기계화 교리가 개발되면서 전차는 제병합동 팀의 필수적인 부분이 되었다. 보병 지원 외에도 전차는 전통적인 기병 역할을 수행하고, 이동식 포병 지원을 제공하며, 전투 공병 역할에 적합하게 개조되었다.
전간기에도 전차 설계는 점차 개선되었다. 자동차 산업의 성장을 반영하여 전차 엔진, 변속기, 궤도 시스템이 개선되었다. 1939년 9월 전쟁이 시작될 무렵에는 고장 횟수가 제한적인 상태에서 수백 마일을 주행할 수 있는 전차가 사용 가능했다.
전쟁은 설계 변화의 속도를 가속화시켰다. 특히 전쟁의 포병-장갑 경쟁은 화력과 장갑의 급속한 발전을 이끌었다.

## 주요 특징
영국, 미국, 소련, 프랑스는 제2차 세계 대전 이전과 도중에 상당한 수의 전차를 생산했다. 독일의 초기 전차는 장갑과 화력 면에서 많은 적대국의 전차보다 열등했다. 그러나 전술적 운용에서 독일 전차는 전쟁 초기에 모든 경쟁자들을 압도했다. 독일은 전차와 소수의 보병 수송 차량을 기갑사단에 집중시켰다. 독일 교리는 빠른 기동, 임무형 전술 및 전차가 기동 보병 및 공중 지원과 함께 운용되는 제병합동의 사용을 강조했다. 이 교리는 일반적으로 전격전으로 불렸다. 이를 위해 독일 전차에는 모두 무전기가 장착되어 유연한 운용을 위한 타의 추종을 불허하는 지휘통제 기능을 제공했다.
이와 대조적으로, 예를 들어, 프랑스 전차의 거의 80%는 무전기가 부족했는데, 본질적으로 그들의 전투 교리가 계획된 움직임에 대한 더 느린 속도의 신중한 준수에 기반을 두었기 때문이다. 이로 인해 모든 수준에서 더 적은 무전기가 필요했다. 프랑스 전차는 일반적으로 1940년 전역에서 화력과 장갑에서 독일 전차를 능가했지만, 그들의 열악한 지휘통제 교리는 이러한 이점을 무력화시켰다. 1943년까지 양방향 무전기는 거의 모든 군대에서 보편화되었다.

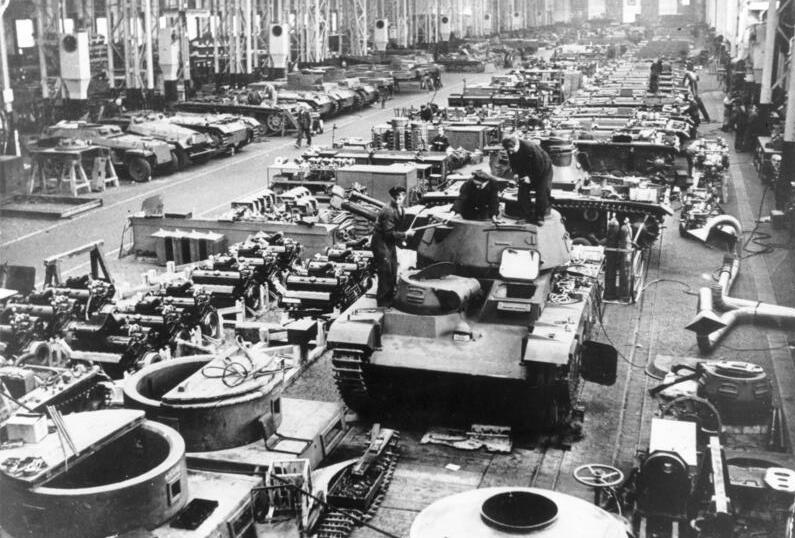
전쟁 초기의 생산.

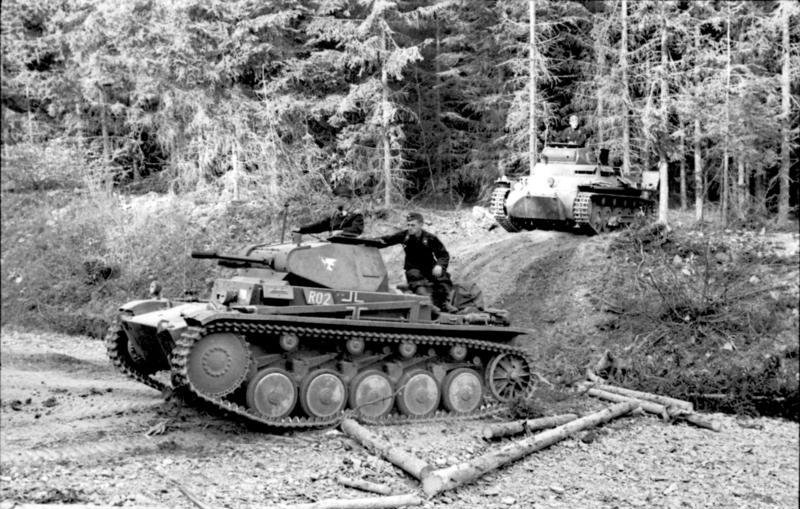
1940년 5월 프랑스에 투입된 독일 전차의 대부분은 경장갑과 경무장을 한 판처 II(전면)와 판처 I(후면)이었다.

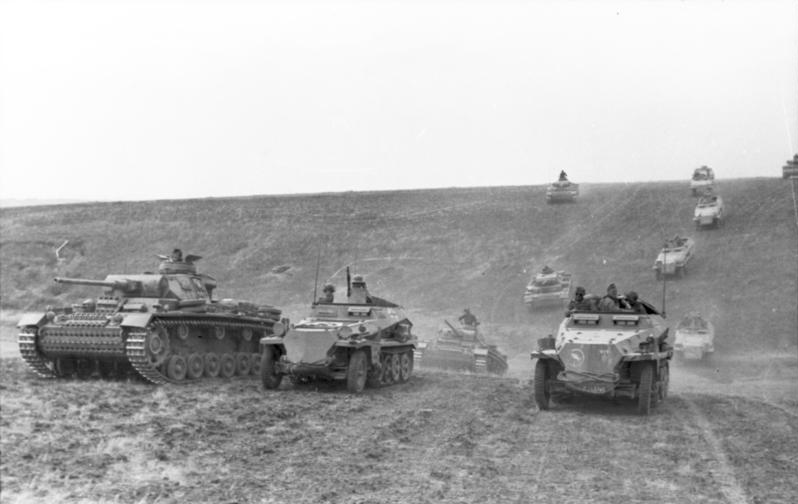
반궤도 장갑차에 탄 독일 보병이 전차와 함께 야지를 통과할 수 있었다.

전쟁이 진행되면서 더 무거운 전차를 선호하는 경향은 분명했다. 1939년에는 대부분의 전차가 최대 장갑이 30 mm (1.2 in) 이하이고, 포구경이 37~47mm를 넘지 않았다. 1939년의 중형전차는 약 20 tonne (20 롱톤)였다. 1945년에는 일반적인 중형전차가 최대 60mm 이상의 두께를 가진 장갑과 75–85 mm (3.0–3.3-인치) 범위의 포구경을 가졌고, 무게는 30 to 45 t (30 to 44 롱톤)였다. 전쟁 초기에 대부분의 군대를 지배했던 경전차는 점차 일선에서 사라졌다.
항상 고려되어 왔지만 이전에는 전차의 보편적인 특징이 아니었던 포탑은 필수적인 것으로 인정받았다. 전차의 총이 '연약한'(장갑이 없는) 목표물과 장갑 목표물 모두를 공격하는 데 사용되려면 가능한 한 크고 강력해야 하므로, 전방위 사격을 할 수 있는 대형 총 하나가 필수적이라는 인식이 생겼다. 또한, 포탑에 총을 장착하면 전차가 헐 다운 상태에서도 사격할 수 있었다. 차체에 장착된 총은 대부분의 차량이 적의 포화에 노출되어야 했다. 소련의 T-35, 미국의 M3 중형 전차 (차체 장착 및 포탑 총), 프랑스의 샤르 B1 (차체 장착 곡사포) 또는 영국의 크루저 Mk I (보조 기관총 포탑 2개)과 같은 다중 포탑 또는 다중 총 설계는 제2차 세계 대전 중 점차 드물어졌다. 경험에 따르면 전차장은 여러 무기의 사격을 효과적으로 지휘할 수 없었으며, 또한 새로운 이중 목적 총은 여러 무기의 필요성을 없앴다. 대부분의 전차는 여전히 차체 기관총과 일반적으로 포탑에 하나 이상의 기관총을 보유하여 근거리에서 보병으로부터 전차를 보호했다.
전차는 공학을 포함하여 다양한 군사 임무에 적용되었다. 화염방사전차, 전장에서 손상된 전차를 견인하는 장갑 회수 차량, 추가 무전기를 장착한 지휘 전차와 같은 특수 모델도 사용되었다. 이러한 전차 변형 중 일부는 더 이상 "전차"라고 불리지 않는 다른 장갑전투차량 등급으로 남아있다. 모든 주요 참전국은 또한 구축전차(기동 방어를 위한 자주 대전차포)와 돌격포를 개발했는데, 이들은 대구경 포를 탑재했지만 종종 포탑이 없는 장갑 차량이었다. 포탑이 있는 차량은 포탑이 없는 차량에 비해 제조 비용이 비싸다.
제2차 세계 대전에서 나타난 한 가지 추세는 구형의 가벼운 전차 차체를 사용하여 고정된 포곽에 더 큰 무기를 장착하여 자주포, 구축전차 또는 돌격포로 사용하는 것이었다. 예를 들어, 소련의 T-34는 포탑에 85mm 포를 장착할 수 있었지만, 동일한 차체는 SU-85의 후속작인 SU-100과 같은 고정된 포곽에 훨씬 더 효과적인 100mm 포를 탑재할 수 있었다. 마찬가지로, 직접 사격 역할에는 너무 취약했던 구식 독일 판처 II 경전차는 마르더 2 자주포처럼 개방형 고정 포곽에 강력한 75mm PaK 40 포를 장착하도록 개조되었다.
나치 독일의 구축전차 판처예거("전차 사냥꾼")는 기본적으로 기존의 대전차포를 가져와 적절한 차체에 장착하여 기동성을 부여한 것으로, 승무원 보호를 위해 3면 포방패만 있는 경우가 많았다. 예를 들어, 202대의 구식 판처 I 경전차는 포탑을 제거하고 체코의 4.7cm KPÚV vz. 38(47mm) 대전차포를 장착하여 판처예거 I 자주 대전차포가 되었다. 판처 III 및 이후 독일 전차를 기반으로 한 독일 구축전차는 전차보다 더 많은 장갑을 가졌다는 점에서 독특했다.
독일의 슈투름게슈츠 돌격포에 처음부터 완전 밀폐형 포곽이 적용된 것은 이후 소련의 유사한 사모코드나야 우스타노프카 (SU) 돌격포와 동일한 이중 목적 역할을 위해 사용된 유사한 완전 밀폐형 야크트판처 포곽식 구축전차의 패턴을 만들었다. 그러나 회전 포탑이 없으면 포의 회전각이 몇 도로 제한되었다. 이는 일반적으로 운전병이 전차 전체를 목표물로 향하게 해야 한다는 것을 의미했으며, 이는 동력 포탑을 단순히 회전시키는 것보다 훨씬 느린 과정이었다. 엔진 고장이나 궤도 손상으로 인해 차량이 고정되면, 대항하는 전차에 대항하기 위해 포를 회전시킬 수 없어 역공에 매우 취약해졌다. 이러한 취약점은 나중에 대항하는 전차 부대에 의해 이용되었다. 가장 크고 강력한 독일 구축전차조차도 전투 후에 전장에 버려진 채 발견되었는데, 이는 고폭탄(HE) 또는 철갑탄(AP) 포탄이 궤도나 전면 구동 스프로킷에 한두 번 명중하여 움직일 수 없게 되었기 때문이었다.

## 전차 개발 연표

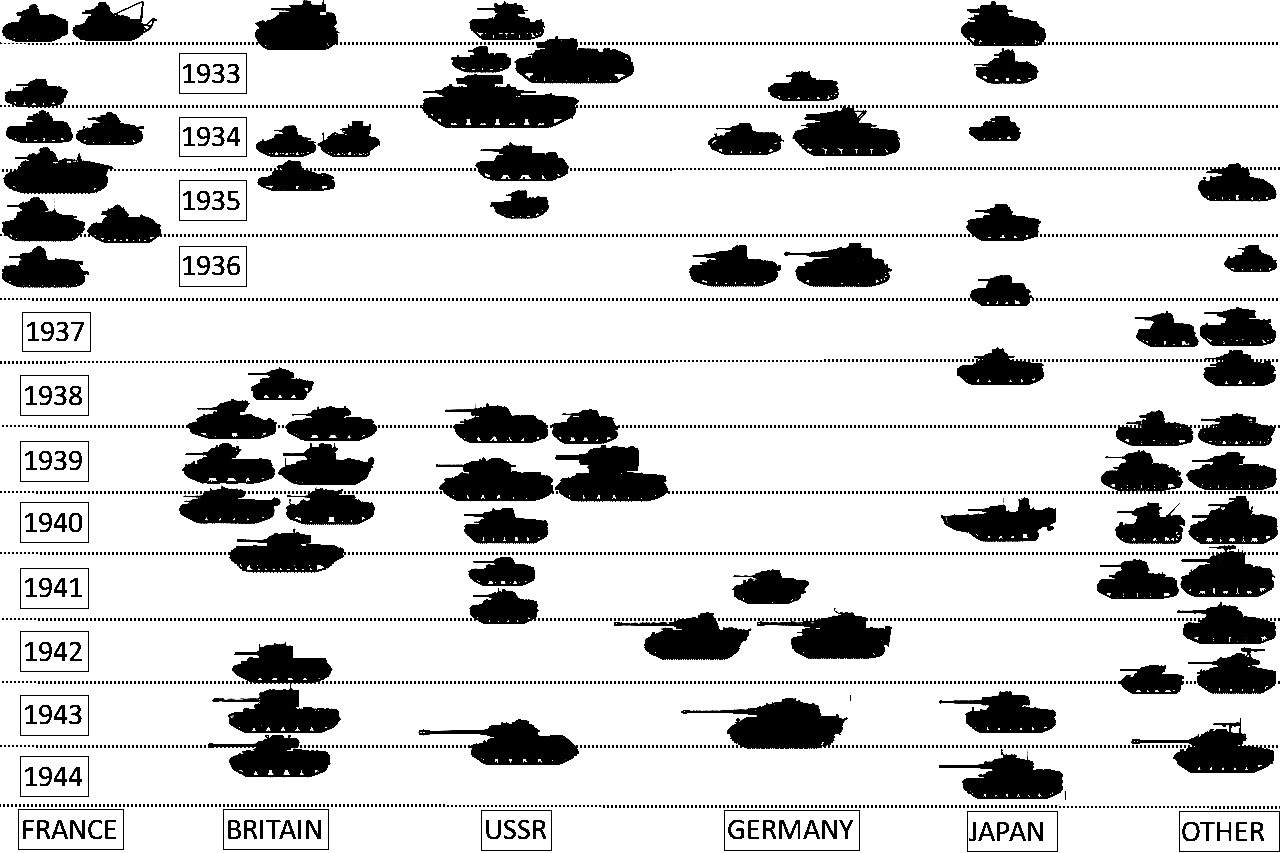
제2차 세계 대전 동안 운용된 전차들을 연도 및 설계국별로 분류 (변형 및 업그레이드는 제외). '기타' 열은 체코슬로바키아/헝가리, 이탈리아, 폴란드, 스웨덴/헝가리, 미국에서 설계 및 제조된 차량들을 그룹화한다.

## 주요 참전국들의 전차

### 소련
소련은 전쟁을 시작할 때와 끝낼 때 전 세계 나머지 국가들을 합친 것보다 더 많은 전차(18,000~22,000대)를 보유하고 있었다. 제2차 세계 대전 초기에 소련군에서 가장 흔한 전차는 T-26 (빅커스 6 톤에서 파생됨)이었으며, 가볍게 장갑이 되어 있고 대부분의 독일 전차를 정상 전투 거리에서 관통할 수 있는 45mm M1932 (19-K) 대전차포로 무장했다. 무전기가 장착된 전차는 거의 없었다. 설계는 기계적으로 건전했지만 더 이상의 개발은 불가능했다. 크리스티 서스펜션 시스템을 기반으로 한 BT 전차 시리즈는 일반적으로 동일한 45mm 포로 무장했으며 당시 세계에서 가장 기동성이 뛰어난 전차였다. 두 전차 모두 76.2mm 곡사포로 무장한 근접 지원 버전이 존재했다. 그러나 BT 전차는 설계 수명이 끝났었다. 붉은 군대는 또한 T-37과 T-38 수륙양용 전차와 같은 수천 대의 경정찰 전차를 운용했다. 이들은 전투 가치가 제한적이었다. 기동성은 뛰어났지만, 7.62mm 기관총으로만 무장했고 장갑이 매우 얇았다. 붉은 군대는 또한 약 400대의 T-28 중형 다포탑 전차를 보유하고 있었는데, 이들은 대부분의 면에서 독일 판처 IV와 동등했다. 그러나 이 설계는 1931년의 것이었고 구식이었다.
소련은 1930년대 말에 거의 전적으로 외국 설계에서 파생된 거대한 전차 함대를 보유하고 있었지만, 1941년 이전에는 전쟁의 가장 중요한 트렌드를 선도하는 전차 중 일부를 개발했다. 1941년 소련 전차 부대가 직면한 문제는 주로 차량의 기술적 품질이 아니라 매우 열악한 정비 상태, 형편없는 준비 부족, 그리고 대숙청으로 인한 열악한 지휘 상황이었다. 1940년까지 붉은 군대는 첨단 전투 교리를 채택했지만, 지휘 구조와 전차 부대는 이를 실행할 수 없었다.

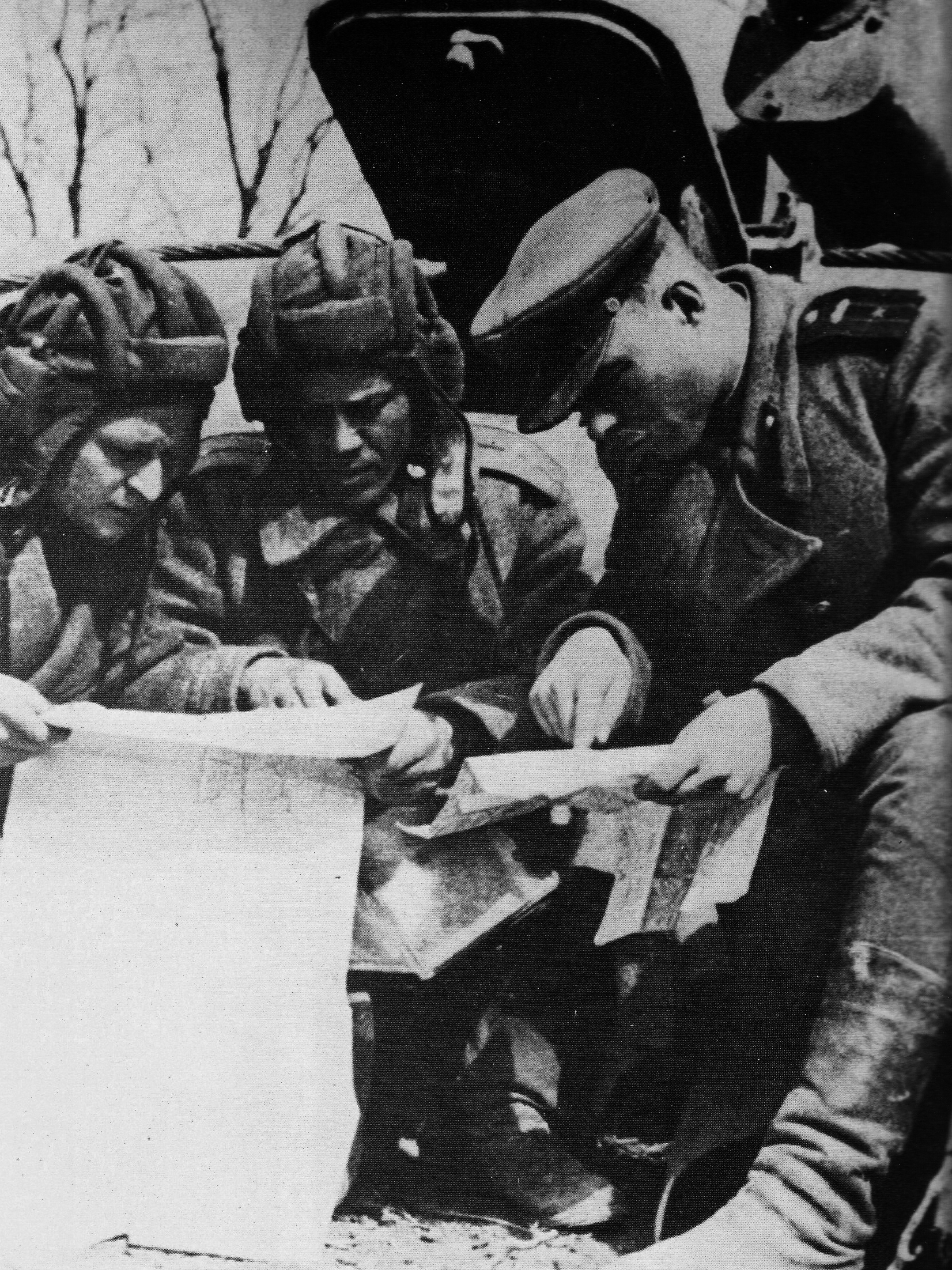
소련 전차 병력(1944년 10월 부다페스트 전투)

몇몇 훌륭한 설계가 1940-1941년에 생산되기 시작했다. 전쟁 직전, 붉은 군대는 스페인 내전, 할힌골 전투, 겨울 전쟁에서 얻은 교훈을 고려하여 기계화 부대를 재편성하고 현대적인 설계로 재무장하는 두 가지 밀접하게 관련된 프로젝트에 착수했다. 이러한 설계 중 일부는 다른 국가 설계의 복사본이었다. 가장 중요한 것은 T-34로, 원래 BT 시리즈의 후속으로 설계되었다. 더 무거운 장갑과 76.2mm 이중 목적 포는 제2차 세계 대전 전반기 최고의 중형전차 중 하나가 되었다. T-34는 결국 다른 많은 소련 전차의 역할을 대신했다. T-34의 차체는 더 무거운 포, 새로운 포탑 및 기타 개조를 통해 지속적으로 업그레이드될 수 있어 전후에도 사용할 수 있었다. 다른 중요한 설계는 KV-1 전차였다. 이들은 T-34와 동일한 76.2mm 포로 무장했으며, 동일한 하르키우 V-2 디젤 엔진을 사용했다. KV 전차는 토션 바 서스펜션과 T-34보다 훨씬 더 무거운 장갑을 갖추고 있었다. KV 전차는 느렸으며, 돌파 전차로 의도되었다. KV-2 근접 지원 버전은 152 mm (6.0-인치) 곡사포로 무장했다. KV 시리즈는 1943년까지 소련의 주요 중전차였으며, 생산이 종료되고 대부분의 생존 차량이 파괴되었다. 1944년 초, KV의 후속작인 IS-2가 도입되었다. 이 전차는 122 mm (4.8 in) 포로 무장했으며, 더 두꺼운 장갑과 더 나은 기동성을 갖추고 있었다. 1941년에 새로운 보병 지원 전차인 T-50이 도입되었다. 이 전차는 T-26의 대체품으로 의도되었으며, 45mm 포, 토션 바 서스펜션, 그리고 동급의 다른 전차보다 더 두꺼운 장갑을 갖추고 있었다. 그러나 새로운 엔진의 생산 문제로 인해 70대 미만으로 생산된 후 취소되었다. 경정찰 역할은 수륙양용 T-40과 더 저렴한 비수륙양용 T-60이 채웠다.
독일의 소련 침공이 시작될 무렵, 소련의 전차 부대는 대부분 T-26과 BT 전차 시리즈로 구성되어 있었다. 몇몇 T-40도 나타났고, 기계적으로 신뢰할 수 없는 초기 모델 T-34 전차 약 1,363대와 KV 시리즈 전차 677대도 있었다. 초기 모델 T-34의 막대한 손실은 협력 부족, 보급 부족, 미숙한 훈련, 기계적 문제, 그리고 붉은 군대의 전쟁 준비 부족 때문이었다. T-34의 또 다른 어려움은 승무원이 4명뿐이었고, 전차장이 포수를 겸해야 했다는 점이었다. 프랑스 전차의 전차장과는 달리 장전 임무에서 벗어났음에도 불구하고, 전차장이 전장의 상황을 인지하는 능력을 저하시켜 독일 기갑 부대에 전술적 우위를 제공했다.

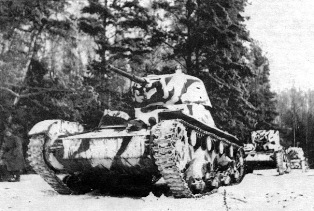
제20전차여단 소속 러시아 T-26 1939년형과 T-26 1933년형 경전차 부대가 전선으로 이동 중이다.

1941년에는 다수의 T-60이 등장하기 시작했으며, 1942년에는 유사한 T-70이 이를 보강했다. 이 두 경전차 모두 토션바 서스펜션, 가벼운 장갑, 작은 엔진을 가졌다. 단순한 구조 덕분에 전투 가치가 제한적임에도 불구하고 계속 생산되었다. T-60은 20mm 포만 장착했으며, T-70은 45mm 포를 장착했다. 또한, 두 전차 모두 1인용 포탑을 가지고 있어 효율적인 승무원 운용이 어려웠다. T-70은 나중에 SU-76 자주포의 기반이 되었다.
1942년 10월까지, 소련 전차가 세계 최고 수준이라는 일반적인 평가가 있었고, 라이프지는 "오늘날 세계 최고의 전차는 아마도 러시아 전차일 것"이라고 썼다. T-34는 도입 당시 운용 중이던 모든 독일 전차를 능가했다. 전성기에는 다양한 역할에서 광범위한 성공을 거두었기 때문에 IS-2를 제외한 모든 다른 전차의 생산이 중단되어 모든 가용 자원이 오직 이 전차에만 사용될 수 있었다. T-34는 독일군이 판터와 티거 I과 같은 새롭고 더 무거운 설계를 채택하게 만들었고, 이는 다시 소련, 미국, 영국 전차 부대가 전차를 더욱 업그레이드하도록 강요했다. 독일군이 전쟁 말기에 기존 모델을 업그레이드하기보다는 완전히 새로운 전차를 개발하려는 경향은 독일 전차 부대의 전차 가용성을 감소시켰고, 붉은 군대가 동부 전선에서 주도권을 잡는 데 도움이 되었다.
전쟁 후반에는 무기대여법을 통해 미국, 영국, 캐나다에서 공급되는 M3 경전차와 밸런타인 전차가 경전차 역할을 점점 더 많이 수행했다. 아이러니하게도, 정찰 임무를 맡아야 할 많은 경전차보다 T-34의 속도가 더 빨랐기 때문에 소련의 경전차 생산은 더욱 줄어들었다.

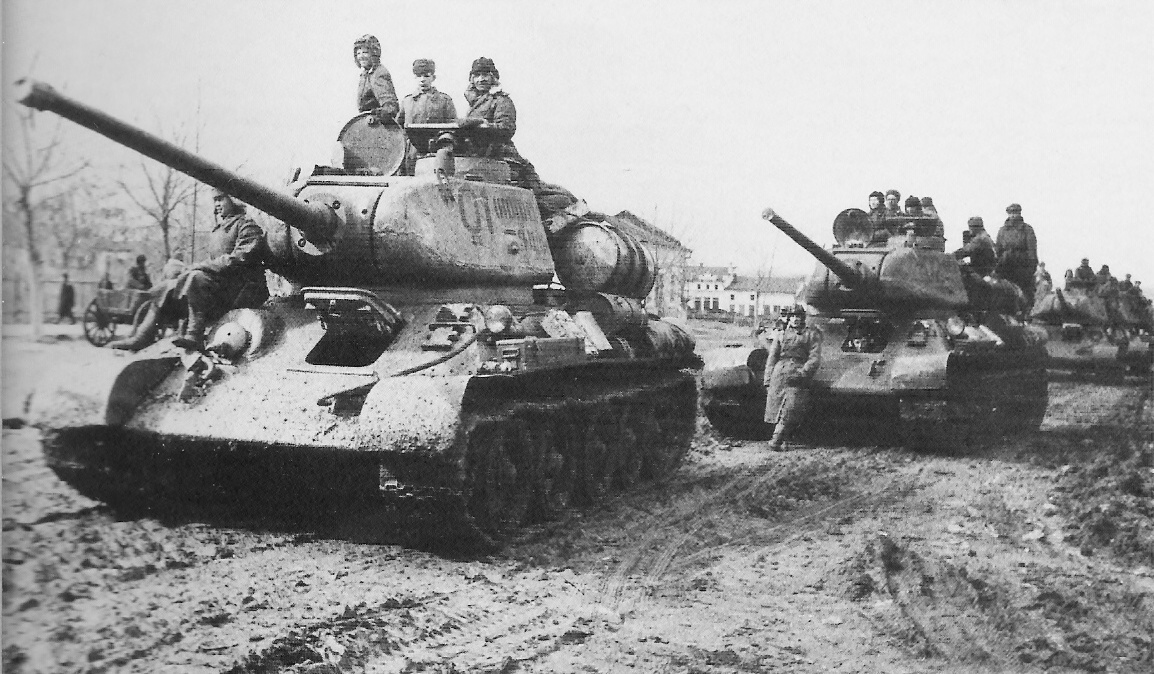
제112공장에서 제작된 초기형 T-34-85

개선된 독일 전차에 대항하기 위해 소련은 1943년에 T-34를 개량하여 T-34-85를 만들었다. 이 모델은 훨씬 더 큰 포탑에 85 mm (3.3-인치) 포와 3인 승무원을 수용할 수 있는 더 큰 포탑을 장착하여 마침내 전차장이 전장 상황 파악에 완전히 집중할 수 있게 했다. 소련은 또한 122mm 포로 무장한 IS-2 중전차를 도입했는데, 이는 KV 전차보다 더 무거운 장갑을 가졌지만 무게는 동일하게 유지했다. 장갑의 대부분은 전차의 전면에 집중되어 있었는데, 이곳에서 대부분의 피탄이 예상되었다.
1945년 중반에 생산된 IS-3형은 훨씬 더 유선형의 모습과 더 크고 그릇 모양으로 가늘어진 포탑을 가졌다. 놀랍게도 IS-3은 더 두꺼운 장갑을 가졌지만 실제로는 IS-2보다 약간 가벼워 50톤 미만을 유지했다 (티거 II의 68톤과 비교). IS-3의 장갑 설계는 소련의 T-55 및 T-62 시리즈, 미국의 M48 패튼, 서독의 레오파르트 1에서 볼 수 있듯이 전후 전차 설계에 엄청난 영향을 미쳤다.
소련의 전차 생산량은 미국을 제외한 모든 국가를 능가했다. 소련은 몇 가지 설계에 대한 표준화를 통해 이를 달성했으며, 일반적으로 사소한 질적 개선을 포기하고 업그레이드가 큰 개선을 가져올 때만 설계를 변경했다.
소련 전차는 1938년 초부터 T-28B를 시작으로 포탑 및 포 안정화 장치를 갖추었다.

### 영국

#### 교리

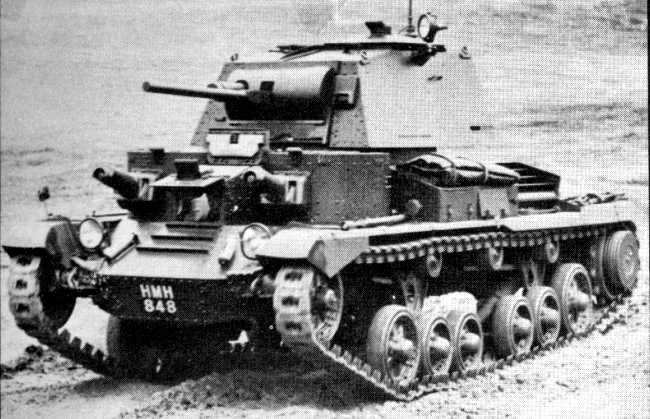
영국 크루저 전차 마크 I (A9)

영국은 1915년부터 전차 개발의 세계적인 선두 주자였지만, 제2차 세계 대전이 다가오면서 그 선두 자리를 잃었다. 전쟁 전 몇 년 동안 영국 해군과 영국 왕립 공군의 대규모 확장을 선호하여 육군에 대한 지출이 제한되었고, 원정군으로서 제국 방어를 위해 여전히 조직되어 있었기 때문에 영국 육군은 J.F.C. 풀러와 B. H. 리델 하트와 같은 영향력 있는 이론가들이 옹호했던 바로 그 종류의 전투에 대비하지 못한 채 전쟁에 돌입했다.
영국군은 두 가지 유형의 전차를 개발했다. 하나는 지형 주행 성능은 좋지만 느린 보병전차였다. 이 느린 속도는 결함으로 간주되지 않았는데, 보병 전차는 적의 거점이나 시가전에서 보병의 돌격을 지원하도록 설계되었기 때문에 보병의 보행 속도를 능가하는 능력이 불필요하다고 여겨졌다. 다른 유형은 순항전차로, 독립적인 기동, 빠른 돌파 및 측면 공격을 위해 고안되었다. 초기 순항전차는 장갑을 희생하여 성능을 얻었다. 특히 북아프리카의 혹독한 조건과 남유럽의 산악 지형에서는 신뢰성이 중요한 문제였으며, 특히 A10과 A13은 궤도 파손과 엔진 과열로 인해 고통받았다.

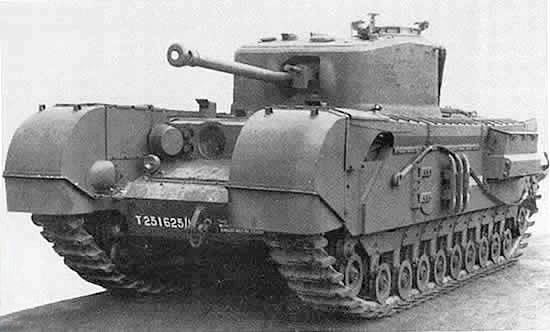
후기형 처칠 보병전차

영국 전차 승무원들은 기동 중 사격 훈련을 받았고, 무장은 사수가 기어식 고저 조절 장치 대신 몸으로 조준할 수 있도록 최적의 균형을 이루도록 장착되었다. 이는 포탑 내부의 가용 공간을 줄였다. 초기 순항 전차와 보병 전차 모두 2파운더 포를 탑재했는데, 이는 40mm 대전차포로, 동시대 독일의 3.7cm KwK 36과 잘 맞았으며 당시 전차에 효과적이었지만 전쟁이 진행될수록 점차 구식화되었다. 프랑스에서의 손실과 대서양 전투로 인한 생산 부족으로 영국은 6파운더 포 (57mm) 대전차포의 광범위한 도입을 1942년까지 지연시킬 수밖에 없었다.
2파운더 포에 적절한 고폭탄이 부족했고 아프리카 군단에 5cm KwK 38 대전차포가 증가하면서 1941년 후반부터 1942년 초반까지 리비아의 독일군에게 엄청난 이점을 안겨주었다. 이는 1942년 후반에 상쇄되기 시작했지만 독일 국방군은 1944년 말까지 전차 및 대전차포 개발 및 생산에서 12-18개월의 선두를 계속 유지했다. 영국은 1944년에 5000대의 전차를 생산했다.

#### 성능

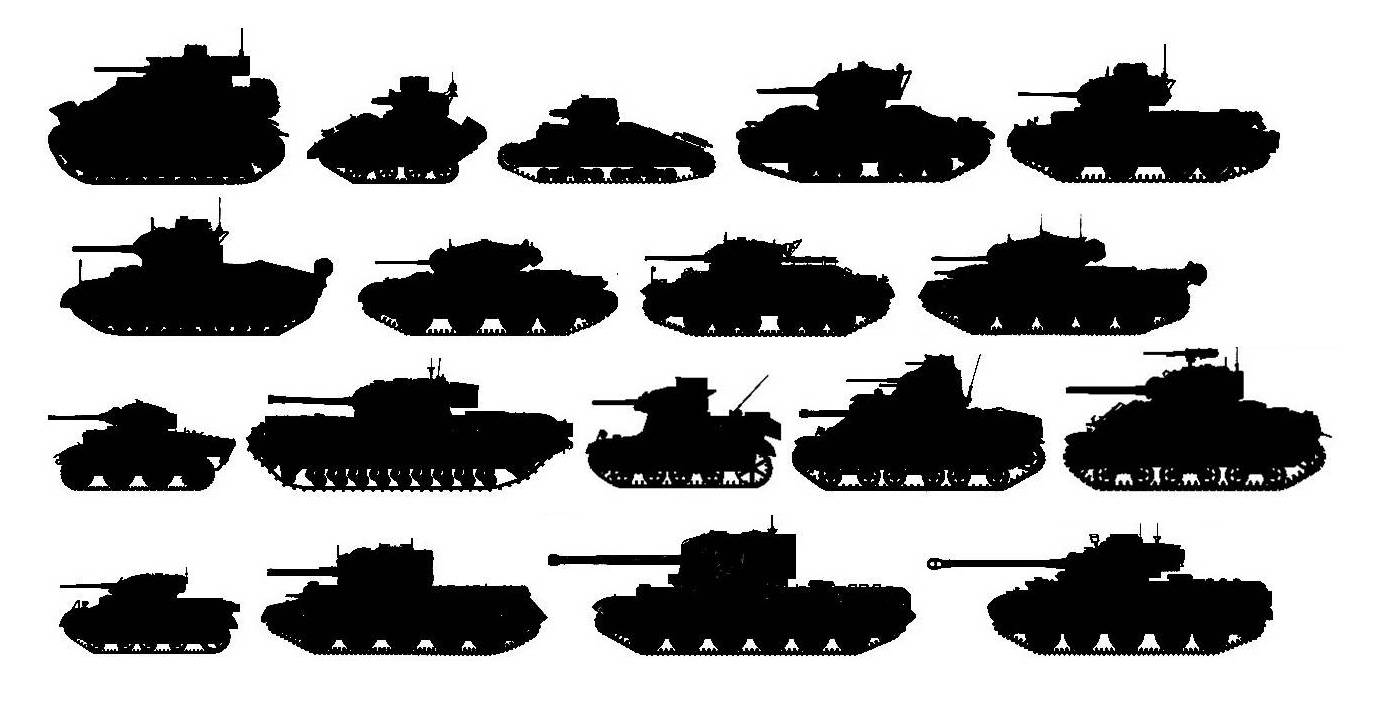
제2차 세계 대전 동안 영국군이 운용했던 전차들의 실루엣

A9 순항전차 마크 I은 프랑스, 그리스, 그리고 초기 북아프리카 전역에서 효과적인 전차였다. 2파운더 포는 독일과 미국의 유사한 37mm 무기보다 우수했으며, 북아프리카 전역에서 마주친 전차에 치명적이었다. 그러나 최소한의 장갑은 A9를 대부분의 동시대 대전차 무기에 취약하게 만들었고, 이 설계는 빠르게 A10 순항전차 마크 II로 대체되었다.
몇몇 A10은 제2차 세계 대전 초기에 프랑스로 파견된 영국 원정군(BEF)의 일부였다. A10의 야지 주행 성능은 좁고 쉽게 이탈하는 궤도로 인해 좋지 않은 것으로 기록되었지만, 다이너모 작전 (1940년 5월 말 됭케르크에서 BEF 철수)의 여파로 발생한 물자 손실로 인해 빠르게 일선 서비스에서 철수할 수 없었고, 따라서 북아프리카에서 소규모로 전투에 투입되었는데, 그곳에서는 사막 환경에서의 신뢰성과 서스펜션 성능이 칭찬받았다. 닳아빠진 예시 60대 또한 제3왕립전차연대에 의해 그리스로 보내졌고, 독일 전차에 대해 잘 수행했지만, 적의 행동(주로 궤도 파손)이 아닌 기계적 고장으로 인해 90% 이상이 손실되었다.
전쟁이 발발하자 영국은 미국 설계자 J. 월터 크리스티의 서스펜션 및 구동 장치 개념을 활용한 새로운 고속 순항 전차인 A13의 생산에 들어갔다. 이 새로운 서스펜션은 빠르고 기동성이 뛰어난 설계를 제공했으며, 이는 원래 A13에서 파생된 영국 순항 전차인 Mk IV (A13 Mk II)와 같은 순항 전차의 빠른 진화의 기초가 되었다.

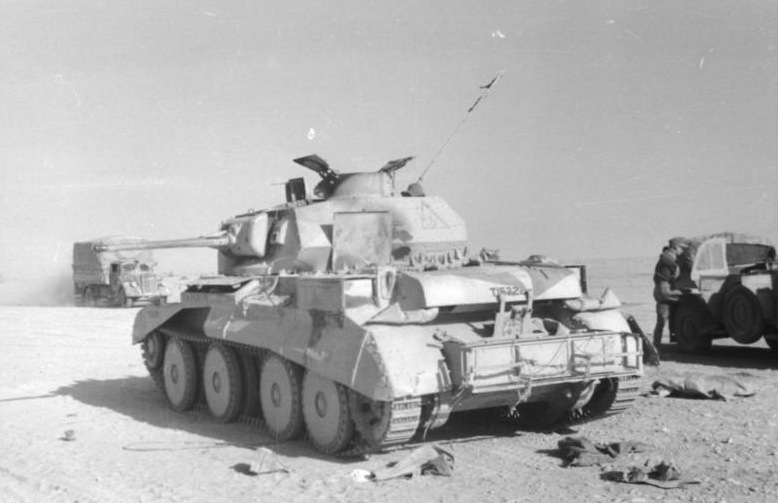
북아프리카 전역에서 파괴된 마크 IV 순항전차

A13 순항전차는 A15 크루세이더로, 그리고 A27 크롬웰로 발전했다. 롤스로이스 멀린에서 파생된 강력한 롤스로이스 미티어 엔진의 사용은 크롬웰에게 높은 속도와 기동성을 부여했다. 마지막으로 영국 순항전차 설계가 사용된 것은 A34 코멧이었다. 크롬웰의 발전형인 이 전차는 17파운더 포에서 파생된 고속 77mm 포를 탑재했으며, 전쟁에서 가장 효과적인 연합군 대전차포 중 하나였지만 코멧 자체는 전투에 거의 참여하지 못했다.
1942년 중반부터 많은 영국 전차 부대는 미국으로부터 무기대여법에 따라 공급된 차량으로 무장하게 되었는데, 예를 들어 스튜어트 경전차, 리 (또는 영국 사양의 '그랜트' 변형), 그리고 리/그랜트의 대체 전차인 셔먼 (이 모든 전차는 영국군이 남북 전쟁 장군의 이름을 따서 명명했다. 미국군은 전쟁 후까지 거의 전적으로 원래의 영숫자 명칭을 사용했다). 1943년 후반, 영국군은 셔먼에 QF 17파운더 대전차포를 장착하는 방법을 찾아 파이어플라이를 만들었는데, 이 전차는 일반적으로 장착되는 75mm 또는 76mm 포보다 더 강력한 포를 가지고 있었다. 1944년 중반부터 더 많은 파이어플라이가 생산되고 영국 설계가 도입되면서 파이어플라이는 영국군이 사용하는 셔먼 중 가장 흔한 전차가 되었다.

#### 특수 전차

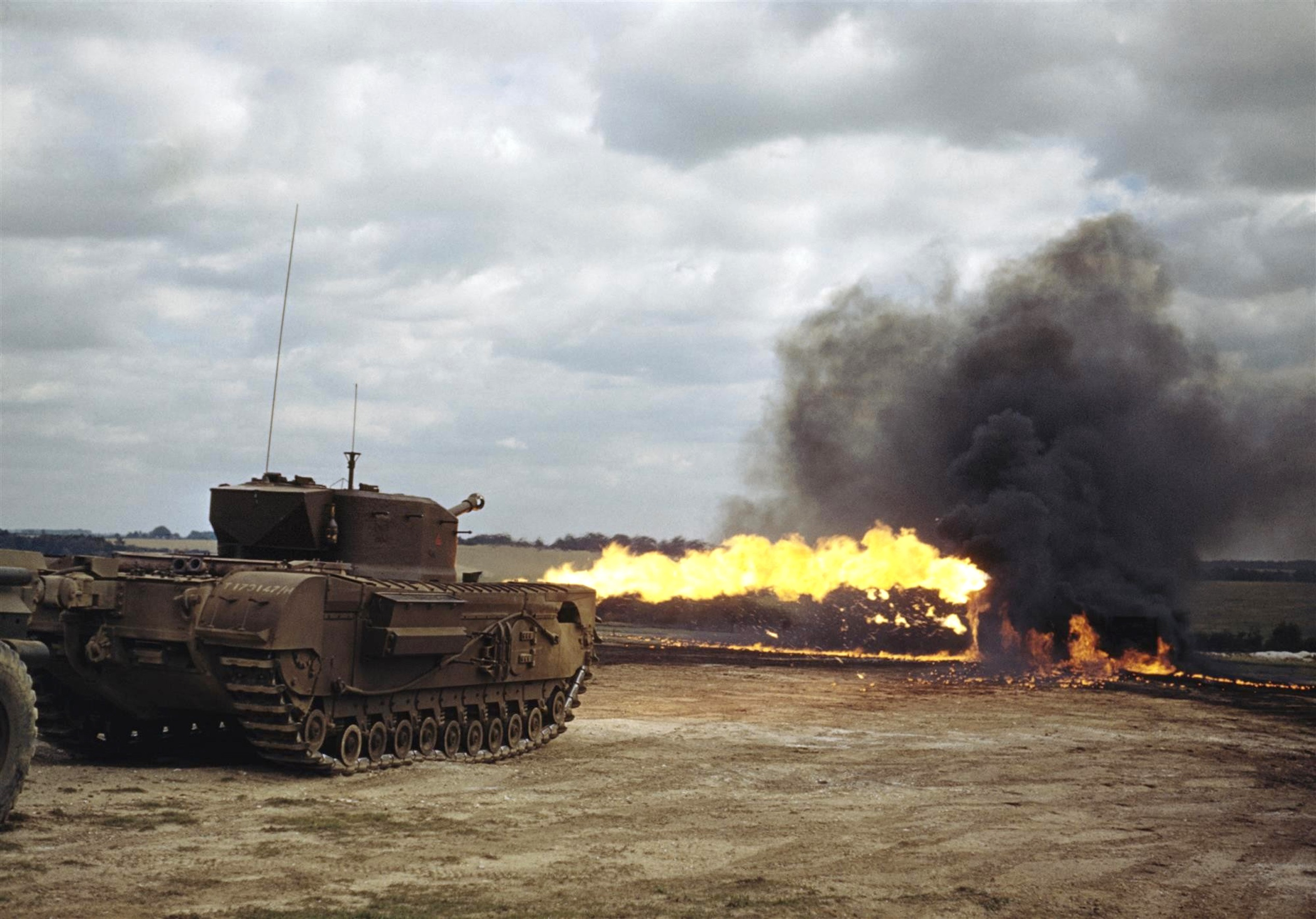
호바트의 장난감 중 하나인 처칠 악어 전차가 작전 중인 모습

전쟁 직전과 도중에 영국은 다양한 특수 공학 임무를 위한 엄청난 수의 시제품 전차와 개조된 전차를 생산했다 (예: 1944년 프랑스 침공을 위해 생산된 "호바트의 장난감").
예를 들어, 처칠 영국 왕립 공병대 장갑 차량 (AVRE)은 짧은 사거리의 230mm (11.4인치) 직접 사격 박격포를 발사했는데, 이는 건물을 파괴하고 장애물을 제거하는 데 사용되었다. 또한 작은 다리, 말린 매트 도로, 파시니, 지뢰 제거기와 같은 다양한 전투 공학 장비를 장착할 수 있었다.
이러한 아이디어 중 많은 것들이 이미 영국과 다른 국가들에서 시도, 시험되었거나 실험적으로 개발 중이었다. 예를 들어, 스콜피온 지뢰 제거 전차 (개조된 마틸다 II)는 이미 북아프리카 전역에서 독일군 지뢰밭을 통과하는 길을 개척하는 데 사용되었다. 소련의 T-34 전차는 지뢰 제거기, 파시니, 화염방사기로 개조되었다. 근접 지원 전차, 가교 전차, 파시니 운반 차량도 다른 곳에서 개발되었다. 그러나 '퍼니스(Funnies)'는 가장 크고 정교한 공병 차량 컬렉션이었다.
1944년 초까지 호바트는 드럼 전차 1개 여단, 게 지뢰 제거기, AVRE(공병) 전차, 그리고 악어 화염방사 전차 1개 연대를 아이젠하워와 몽고메리에게 시연할 수 있었다.

### 미국

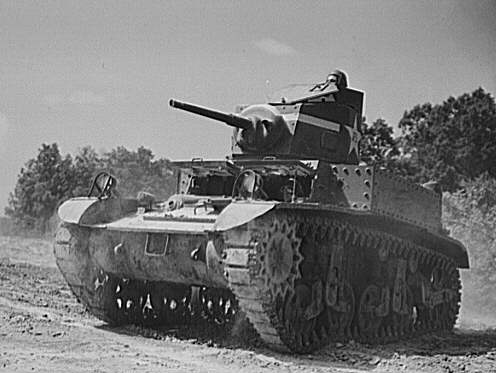
포트 녹스의 M3 경전차, 1942년

1941년 12월 진주만 공격 이후 미국의 참전 이전에 미 육군은 소수의 전차만을 보유하고 있었다. 1941년 9월 루이지애나 기동 훈련에서는 "전차"라고 쓴 트럭을 사용했다. 진주만 공격 이후에도 제10기갑사단은 전차가 없어서, 승무원들은 도로를 따라 그룹으로 행진하며 마치 전차에 있는 것처럼 명령을 수행하는 훈련을 했다.
M2 경전차 시리즈는 전쟁 전 가장 중요한 미국 전차였다. 이 경전차들은 기계적으로 매우 신뢰할 수 있었고, 기동성도 좋았다. 그러나 성형 엔진을 동력으로 사용했기 때문에 실루엣이 높고 장갑이 약했다. 소수만이 과달카날섬에서 전투를 치렀다. 이들의 중요성은 1941년부터 훨씬 더 성공적인 M3 경전차 (영국군에서는 '스튜어트'로 알려짐) 시리즈의 기반이 되었다는 점에 있다. M3 경전차는 M2 경전차를 개선한 것으로, 더 무거운 장갑과 37mm 포를 장착했다. M3A1 버전부터 이 포는 자이로 안정화되었다.

1940년에 막 생산에 들어간 새로운 중형 전차는 M2 중형 전차 시리즈였다. 이 전차는 얇은 장갑, 높은 실루엣, 37mm 주포, 7개의 기관총을 갖춘 형편없는 설계였다.

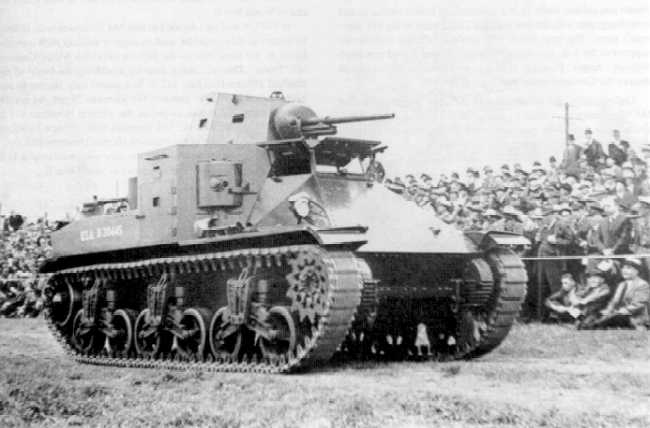
M2A1 중형 전차 (후기 생산형)

1940년부터 새로운 전차 설계가 준비되었다. 프랑스 공방전은 중형 전차의 중요성을 보여주었다. 영국군은 미국이 영국 설계를 제조하도록 요청했지만, 미국은 거부하고 대신 미국 공장에서 미국 설계를 생산한 결과물을 공유하겠다고 제안했다. 미국 육군은 75mm 포를 장착한 중형 전차가 필요했고, 완전 회전 포탑에 75mm 포를 장착한 전차 설계가 완료될 때까지 M3 중형 전차를 임시 설계로 개발했다. 영국군은 이 설계를 거부했지만, 미국이 그것이 유일하게 제공할 수 있는 것이라고 말한 후에야 받아들였다. 영국군은 그 후 M3 중형 전차를 '리'로 자체 사용했으며, 일부는 요구 사항에 따라 '그랜트'로 개조하여 사용했다 (예: 무전기를 장착하기 위해 포탑 후면에 돌출부를 추가하는 등).
1942년 2월까지 미국 민간 자동차 공장들은 무기와 군용 차량만 생산했다. 제너럴 모터스와 크라이슬러와 같은 자동차 제조업체들은 대량생산 경험을 활용하여 신속하게 전차를 생산했다. 이 나라는 1941년 전체 생산량만큼 많은 전차를 1942년 상반기에 생산했으며, 1942년 5월에만 1,500대를 생산했다. 미국의 생산량은 자국 군대를 무장시켰을 뿐만 아니라 무기대여법을 통해 자유 프랑스 (1942년 이후)와 중국의 모든 전차 필요를 공급했다. 1944년까지 대부분의 영국군 부대도 미국제 전차로 무장했다. 마지막으로 미국은 소련에 8,000대 이상의 전차를 공급했으며, 그 중 절반은 M4 셔먼이었다. 소련과 유사하게 미국은 몇 가지 우수한 기본 설계를 선택하고 해당 모델을 표준화했다. 전차 설계 및 생산 경험이 부족했음을 감안할 때, 미국의 설계가 그렇게 훌륭했다는 것은 놀라운 일이다.
미국 전차 중 처음으로 전투에 투입된 것은 M3 경전차였다. 여러 면에서 결함이 많았음에도 불구하고 M3 경전차("스튜어트")와 M3 중형전차("리" 또는 "그랜트")는 서방 연합군이 사용할 수 있는 최고의 전차였으며 장갑 보호와 화력 면에서 많은 독일군 전차보다 우수했다. M3 경전차는 사막에서 2파운더 (40mm) 포를 장착한 영국 순항전차와 거의 동등한 무장을 갖추고 있었지만, 기계적으로 훨씬 더 신뢰할 수 있었다. 37mm 주포는 독일 정찰 전차에 장착된 주포보다 강력했다. 영국이 M3 경전차에 붙인 이름은 '스튜어트'였으며, '허니'라는 별명도 사용되었다. M3와 그 개량형인 M5 경전차 시리즈는 전쟁 내내 사용되었다. 1943년에는 37mm 포가 구식화되었지만, 더 나은 대체품은 없었다. 1943년에 57mm 포와 더 나은 장갑을 갖춘 T7 경전차 설계가 후속작으로 제안되었지만, 이 설계는 생산 표준화되지 않았다.
1942년 여름에 M3 "리" 중형전차가 등장하면서 마침내 영국군은 원래 기대했던 것보다 더 많은 중형전차를 공급받을 수 있게 되었다. 매우 높은 차체로 인해 설계가 좋지 않았음에도 불구하고 대량 생산되었으며, 보병 및 포병 진지와 같은 적 전차 이외의 목표물을 공격할 때 매우 효과적이었다.

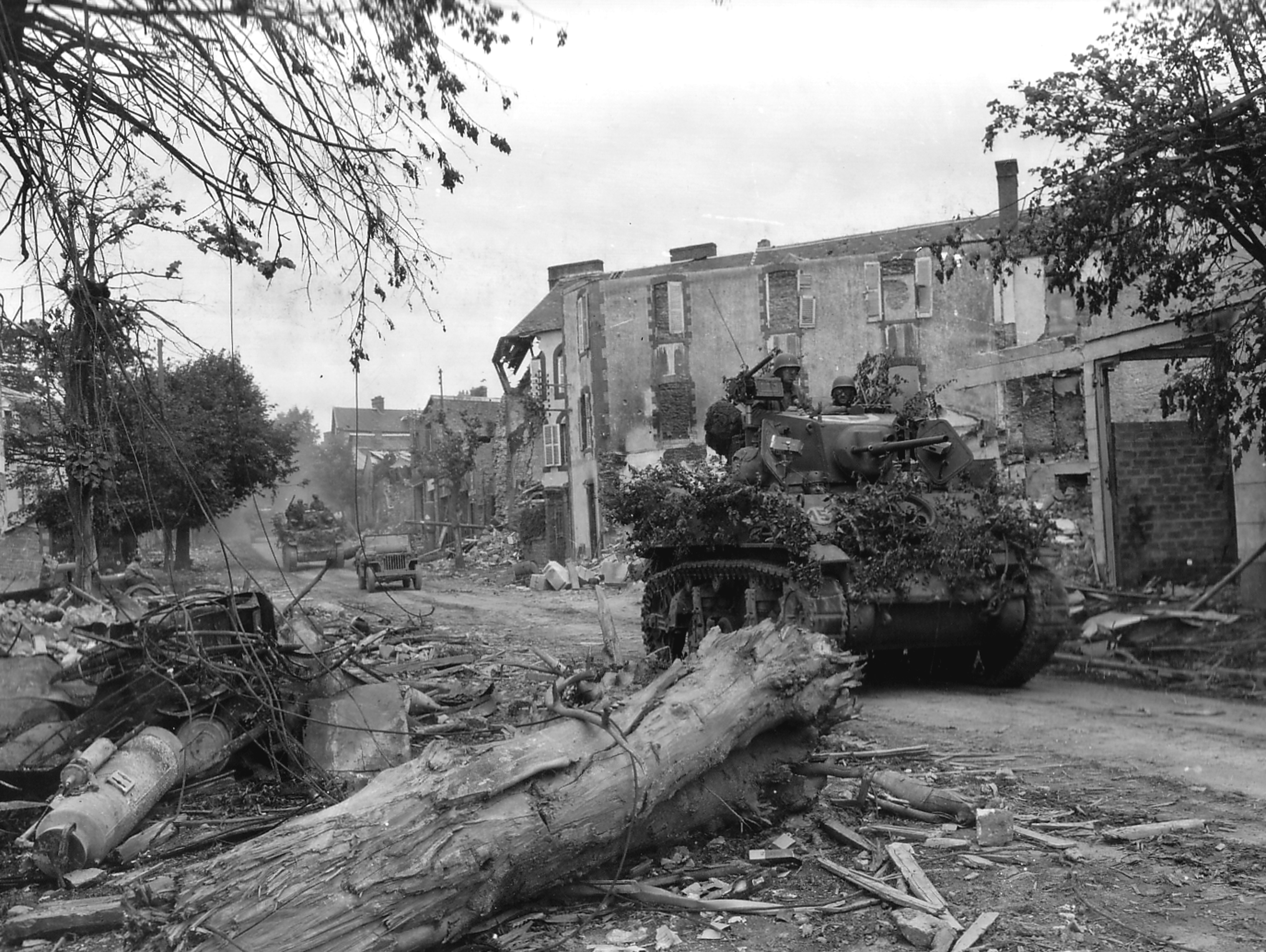
M5 경전차(별명: M5 스튜어트)가 노르망디의 쿠탕스 폐허가 된 거리를 지나고 있다.

M4A1, A2, A3 비교

M3 중형전차는 75mm 주포가 차체에 비스듬히 장착되어 있다는 상당한 단점이 있었는데, 이는 헐 다운 엄폐를 하고 동시에 주포를 사용할 수 없다는 의미였다. 또한 37mm 대포가 장착된 완전 회전 포탑도 있었지만, 포탑과 차체 포가 결합되어 차체 높이가 매우 높았다. 미국 제1기갑사단도 아프리카에서 M3 중형전차를 사용했다. 이는 임시방편이었으며, 주요 설계로 의도된 적이 없었다. 미국과 영국군에서는 M3 중형전차가 북아프리카 전역이 끝날 무렵 단계적으로 퇴역했다. 붉은 군대에서는 한동안 사용되었으며, 태평양 전역에서 단일 전역에서 사용되었다. 붉은 군대 승무원들은 7인승 승무원을 언급하며 "7형제의 무덤"이라고 불렀다.
전쟁 중 가장 중요한 미국의 설계는 M4 중형전차, 또는 영국군에서는 "셔먼"이었다. M4 중형전차는 제2차 세계 대전에서 두 번째로 많이 생산된 전차가 되었으며, 거의 모든 연합군이 사용한 유일한 전차였다 (미국의 무기대여법 덕분). 약 40,000대의 M4 중형전차가 전쟁 중에 생산되었다. M4는 미국, 영국, 캐나다, 프랑스, 폴란드, 중국군의 주력 전차를 구성했다. M4는 1942년 처음 운용되었을 당시 독일의 중형전차인 판처 III와 판처 IV와 동등했다. 붉은 군대에는 약 4,000대의 M4가 공급되었다. M4는 신뢰할 수 있고 유지보수가 용이했지만, 1942년 미국이 이탈리아와 북유럽에서 장갑과 무장을 강화한 독일 중형전차 (판처 IV와 다양한 독일 자주포)를 만났을 때 이미 화력이 뒤처져 있었고, 1943년 말에는 판터와 티거 I이 등장하여 주포의 사거리, 정확도, 관통력 때문에 훨씬 더 심각한 위협이 되었다. 셔먼이 휘발유 연료를 사용하여 치명적으로 폭발하는 경향이 있다는 것이 일반적으로 믿어지지만, 이는 잘못된 것이다 (소련 전차를 제외한 거의 모든 전차가 제2차 세계 대전에서 휘발유를 사용했다). 셔먼은 탄약 저장 문제로 고통받았다. 용접된 앱리케 아머와 워터 재킷이 이 문제를 해결하기 위해 추가되었다. 1945년 미 육군 연구는 구형 건식 저장 셔먼의 60-80%, 습식 저장 셔먼의 10-15%가 관통될 때 불에 탔다고 결론 내렸다. 셔먼은 독일군으로부터 "토미쿠커"와 같은 끔찍한 별명을 얻었는데, 독일군은 영국 병사들을 "토미"라고 불렀다.
기술적으로 M4의 설계는 공장에서 생산될 때 장착된 75mm 및 76mm 포보다 더 큰 포를 다룰 수 있었다. 영국은 셔먼에 더 강력한 17파운더 급속 사격포 (76.2mm)를 장착했는데, 이 변형은 비공식적으로 파이어플라이로 알려져 있다. 노르망디 전역 무렵, M4는 연합군의 주력 전차가 되었다. 일부 M4 중형 전차는 접이식 스크린과 팽창식 고무 튜브를 사용하여 헤엄칠 수 있는 듀플렉스 드라이브 시스템 (DD 전차)을 장착했다. 이 외에도 M4 도저 (불도저 날을 장착한 M4), T34 칼리오페 (포탑 위에 다연장 로켓 발사기를 장착), M4A3R3 화염 방사기 (화염방사전차), 셔먼 크랩 마크 I (지뢰 제거기가 장착된 M4 중형 전차) 등 다양한 변형이 있었다.
미국은 결국 M24 경전차를 배치했는데, 이는 M3 경전차의 개량형이었다. M24는 토션바 서스펜션, 높은 기동성, 그리고 컴팩트한 75mm 포를 가지고 있었다. 인체공학적으로도 상당히 좋은 전차였다. 그러나 M24는 1944년 12월까지 전투에 등장하지 않았고, 전쟁이 끝날 무렵에는 소수의 부대에만 장비되었다.
전쟁이 끝날 무렵, M26 퍼싱 전차는 미 육군의 첫 작전용 중전차로 배치되었다. 이 전차는 제2차 세계 대전에서 설계될 때 90mm 포를 장착했기 때문에 중전차로 지정되었는데, 당시에는 미군 전차에 장착된 포 중 가장 큰 구경이었다. 퍼싱은 토션바 서스펜션, 중장갑, 그리고 훌륭한 90mm 포를 갖춘 매우 현대적인 설계였다. 그러나 M4A3와 동일한 포드 GAA 엔진을 사용했기 때문에 다소 출력이 부족했다. M4 셔먼의 개선형으로 의도되었지만, 개발 기간이 길어져 유럽 전선에서 소수만이 전투에 투입되었으며, 가장 주목할 만한 것은 제9기갑사단이 레마겐의 다리를 점령하기 위한 극적인 돌진이었다. 전투에서 M4 셔먼과는 달리 티거 I과 판터 전차 모두와 화력 및 방어력에서 거의 동등했다. M26의 기본 설계는 M60 시리즈가 끝날 때까지 전후 모든 미국 전차의 기반을 형성할 만큼 충분히 좋았다.

### 프랑스

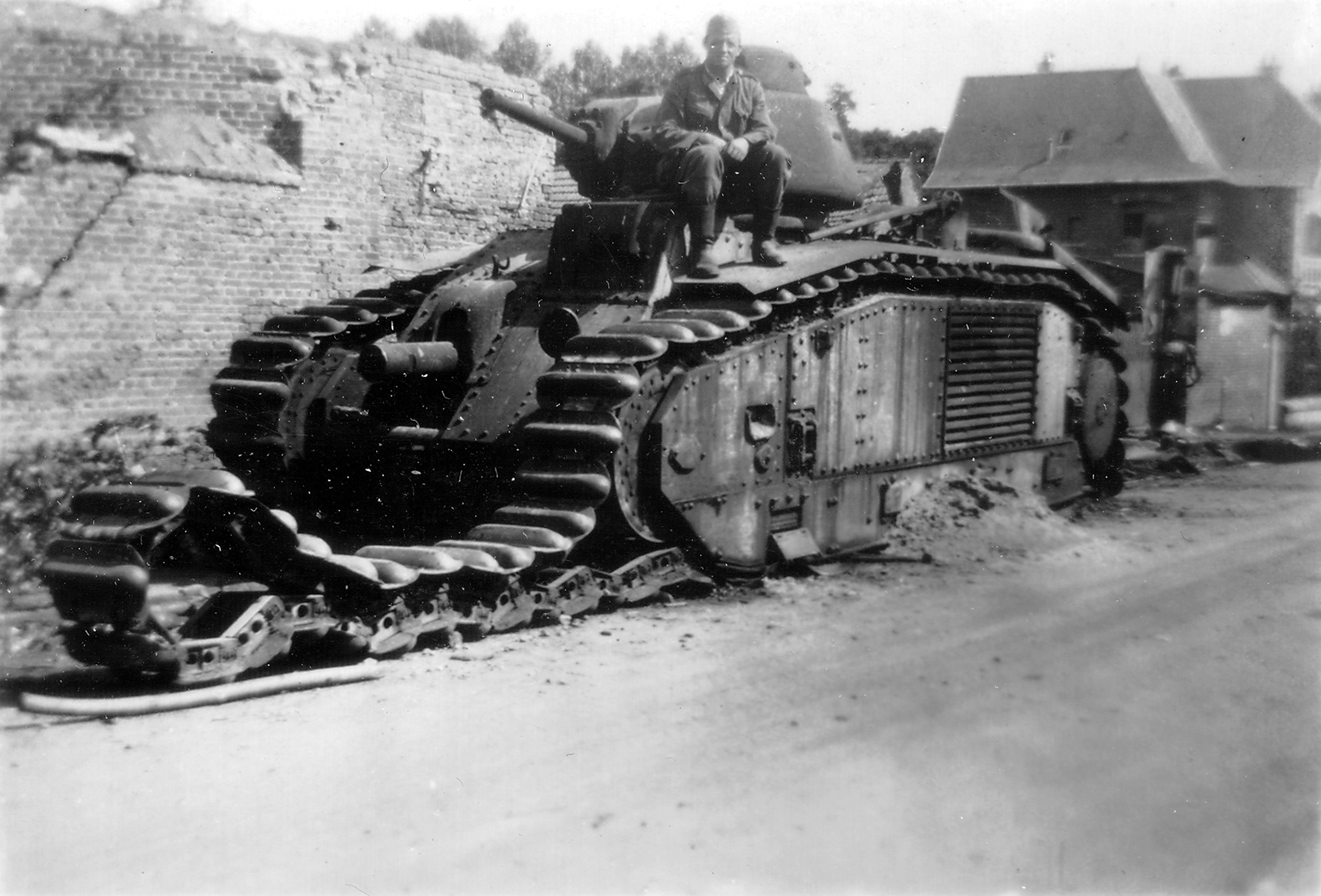
1940년 북부 프랑스의 B1 보병전차

전쟁 초기에 프랑스는 소련, 영국, 독일군과 함께 세계에서 가장 큰 전차 부대 중 하나를 보유하고 있었다. 영국과 소련처럼 프랑스군도 두 가지 종류의 전차를 운용했다. 기병전차와 보병전차였다.
프랑스는 방어전을 계획하고 그에 따라 전차를 제작했다. 그들의 보병 전차는 중장갑이었다. 그러나 일반적으로 상대적으로 느렸고, 전력 통제 측면에서 프랑스군은 불리했으며 독일군에게 기동에서 뒤처졌다. 프랑스군이 공격을 감행할 수 있었을 때 그들의 전차는 매우 효과적일 수 있었다. 5월 16일, 프랑스 공방전 중 단 한 대의 샤르 B1 중전차 '외르'는 스톤에서 매복 중이던 독일 전차 13대(모두 판처 III와 판처 IV)를 단 몇 분 만에 공격하여 파괴했다. 이 전차는 140번의 피탄에도 불구하고 안전하게 귀환했다 (이 사건은 독일 문서에서는 확인할 수 없으며 승무원의 진술에 의존한다). 그의 저서 《기갑 지휘관》에서 하인츠 구데리안은 주니빌 남쪽의 전차전에 대해 다음과 같이 썼다.
전차전이 진행되는 동안, 나는 노획한 47 mm [1.9-인치] 대전차포로 샤르 B를 파괴하려 했지만 헛수고였다. 내가 발사한 모든 포탄은 두꺼운 장갑에 무해하게 튕겨나갔을 뿐이다. 우리의 37mm와 20mm 포도 이 적에게 마찬가지로 효과가 없었다. 그 결과, 우리는 필연적으로 슬프도록 큰 사상자를 입었다.

독일군의 공세 당시 프랑스와 그 식민지의 총 전차 자산은 아마 5,800대 미만이었을 것이다. 프랑스 비점령 지역에서 휴전 후, 225대의 GMC 트럭이 장갑차로 은밀하게 재건되었다. 1942년 프랑스 전체가 점령되었을 때, 비밀 은닉처는 독일군에게 발각되었다.

### 독일

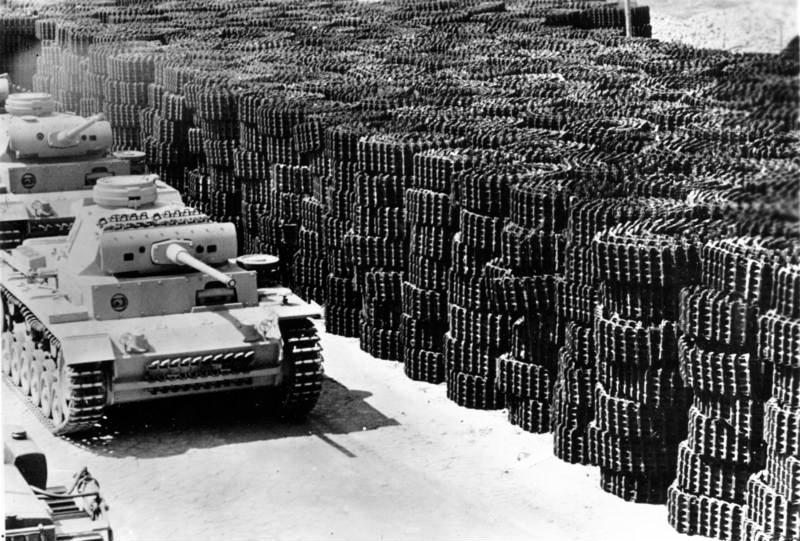
1942년 공장 부지를 벗어나는 3호 전차

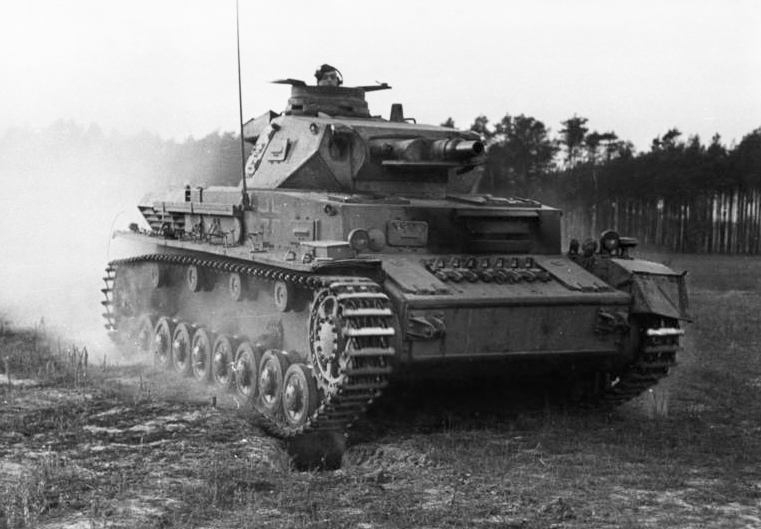
4호 전차 C형

독일의 기갑 전력은 전쟁 초기에 기술적으로 특별히 인상적이지 않았다. 위에서 언급했듯이, 독일 기계화 부대에 전장에서의 이점을 제공한 것은 그들의 발전된 제병합동 교리와 타의 추종을 불허하는 지휘통제 능력 때문이었다.
전쟁 전 계획은 두 가지 주요 전차를 예상했다. 주력 전차는 판처 III 중형전차였고, 소수의 곡사포로 무장한 판처 IV가 지원할 예정이었다. 그러나 폴란드 침공이 시작될 무렵에는 이러한 차량이 수백 대밖에 없었다. 그 결과, 폴란드와 프랑스 침공은 주로 성능이 떨어지는 판처 I과 판처 II 경전차 (각각 기관총과 20mm 기관포로 무장)로 수행되었으며, 일부는 체코슬로바키아 설계의 포를 장착한 경전차 (판처 35(t)와 판처 38(t), 둘 다 37mm 포로 무장)도 있었다. 1941년에도 판처 III 생산량은 약 천 대에 불과하여 독일군은 체코 전차를 판처 III의 대체품으로 사용해야 했다. 전쟁이 진행되면서 더 무거운 전차의 생산이 증가했다.

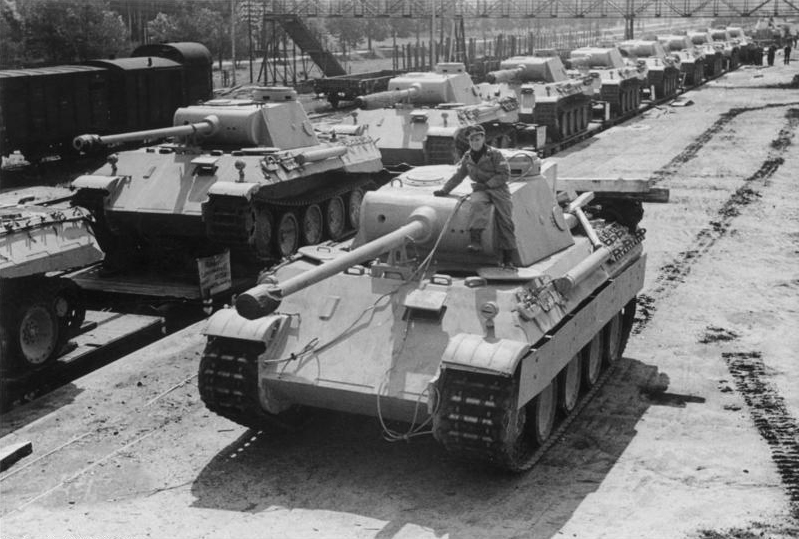
1943년, 5호 전차 판터 D형

3호 전차는 다른 전차들과 싸우기 위해 고안되었다. 초기 설계 단계에서 50mm (2인치) 포가 지정되었다. 그러나 당시 보병은 37mm (1.46인치) PaK 36으로 무장하고 있었고, 표준화를 위해 전차도 동일한 무장을 장착해야 한다고 생각되었다. 절충안으로, 포탑 링은 향후 업그레이드가 필요할 경우 50mm (2인치) 포를 수용할 수 있을 만큼 크게 만들어졌다. 이 단 하나의 결정이 나중에 3호 전차의 독일군에서의 수명을 연장시켰다.

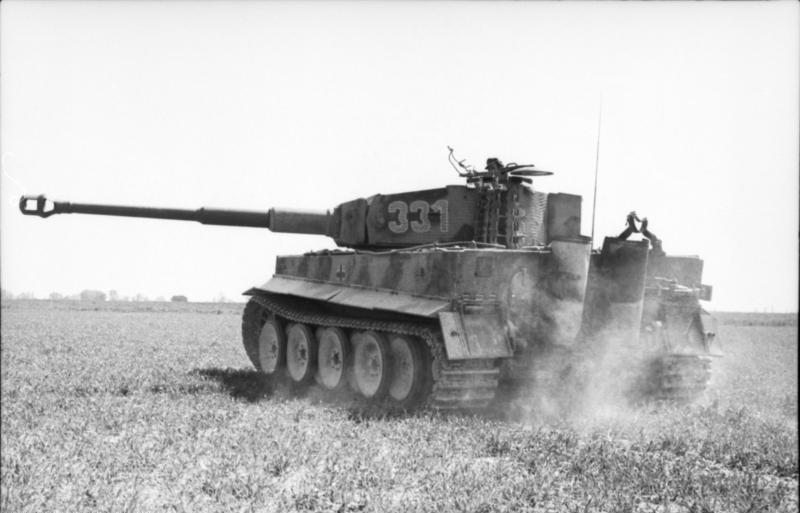
프랑스에 있는 무장친위대의 6호 전차 티거 I

판처 IV는 보병이나 다른 전차를 지원하는 데 사용될 수 있는 포를 장착하도록 의도되었으며, 처음에는 고폭 파편탄을 발사하기 위해 짧은 포신의 75mm 곡사포로 무장했다. 1941년에는 월평균 39대의 판처 IV 모델 전차가 생산되었으며, 이는 1942년 83대, 1943년 252대, 1944년 300대로 증가했다.
바르바로사 작전 중, 소련의 T-34 전차가 판처 III와 IV를 능가한다는 것이 발견되었다. T-34의 잘 경사된 장갑은 대부분의 독일 무기를 견딜 수 있었고, 76.2mm 포와 AP탄은 모든 독일 전차의 장갑을 관통할 수 있었다. 이것은 독일군이 기존 모델을 개선하도록 강요했다. 주력 중형전차로 의도되었던 판처 III는 더 길고 고속의 50mm 포로 업그레이드되었다.
그리하여 원래 지원 전차로 의도되었던 4호 전차는 T-34에 대항하기 위해 긴 포신과 고속 75mm 포로 재무장하여 데 팍토 주력 중형전차가 되었다. 3호 전차는 더 작은 포탑 링 때문에 50mm보다 큰 포를 장착할 수 없었는데, 이는 연합군 전차에 대항하기에는 부적절하게 되었다. 독일군은 더 새롭고 더 무거운 전차를 개발하기 시작했다. 여기에는 T-34와 비슷한 경사 장갑을 가진 새로운 독일 주력 중형전차로 의도된 판처 V 판터가 포함되었다. 판터 전차는 다양한 요구 사항의 절충안이었다. 티거 I 전차와 본질적으로 동일한 엔진을 공유하면서도 전면 장갑이 더 좋았고, 포 관통력이 더 좋았으며, 전체적으로 더 가벼워서 더 빨랐고, 티거보다 험한 지형을 더 잘 다룰 수 있었다. 트레이드오프는 훨씬 약한 측면 장갑이었다. 판터는 개활지에서 장거리 사격에는 치명적임이 입증되었지만, 근접 전투나 측면 사격에는 취약했다.
독일군은 또한 새로운 중전차 시리즈를 개발하기 시작했다. 첫 번째는 티거였는데, 작전 투입 초기에는 화력과 장갑 면에서 모든 적수를 능가했다. 헨셸과 포르쉐 두 회사가 티거 설계를 제출했으며, 헨셸 설계가 채택되었다. 훨씬 더 무거운 티거 II (연합군 병사들은 "킹 티거"라고 불렀다)는 전쟁 후반에 티거 I을 보완했다. 강력한 포와, 티거 I과는 달리 매우 무거운 경사 장갑은 일대일 대결에서 거의 모든 연합군 또는 소련 전차보다 우수했지만, 열악한 기동성, 속도, 신뢰성이 그 사용을 제한했다.
판처 VII 뢰베라는 초중전차 계획이 세워졌지만, 이보다 더 무거운 판처 VIII 마우스를 선호하여 설계 단계에서 취소되었고, 마우스는 미완성 프로토타입 두 대만 제작되었다. 판처 IX와 판처 X는 선전 목적으로만 사용된 도면이었다.

### 이탈리아

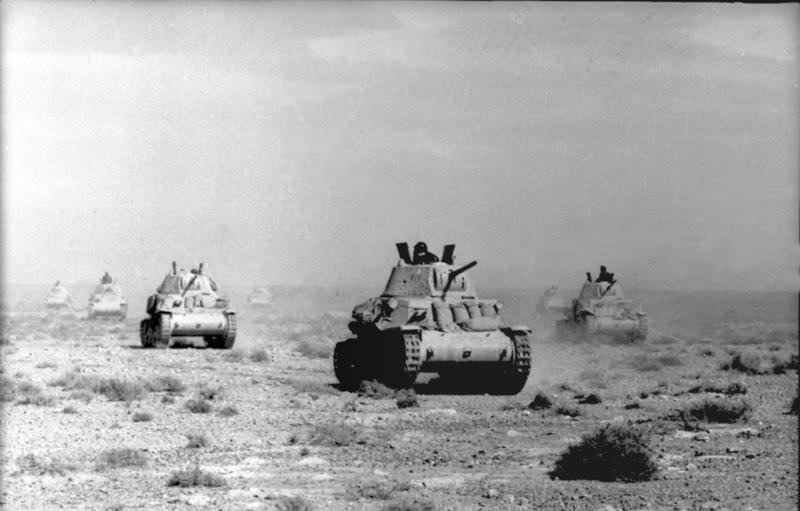
1941년 4월, 사막의 M13/40 전차

이탈리아군은 주로 1930년대 L3 시리즈의 준전차로 무장했으며, 이들은 기관총으로 무장하고 1940년까지 이탈리아의 주요 기갑 전력을 형성했다. 이탈리아는 1940년에 37mm 주포를 장착한 피아트 M11/39부터 더 무거운 전차를 배치하기 시작했다. 이 전차와 그 파생형인 M13/40, M14/41, M15/42 (모두 47mm 주포 장착)는 소련의 T-26과 같은 경전차와 전투력 면에서 거의 비슷했다. 75mm 주포를 장착한 더 무거운 설계인 P40은 설계되었지만, 연합군과의 카시빌레 휴전 시점에 완성되어 이탈리아군에서는 사용되지 않았다. 휴전 이후 독일군이 생산을 인수하여 약 100대를 사용했다. 또 다른 전차 설계인 피아트 M16/43은 영국 순항전차와 경쟁하기 위해 개발되었지만, 1943년 5월 추축국이 북아프리카에서 밀려나면서 개발이 중단되었다.
피아트-안살도 M11/39 중형전차는 1940년부터 제2차 세계 대전 초기까지 사용되었다. M11/39는 "돌파 전차"(Carro di Rottura)로 개발되었다. 이 전차는 그리스 전역과 북아프리카 전역에서 사용된 피아트-안살도 M13/40 중형전차로 대체되었다. M13/40은 동부 전선에서는 사용되지 않았으며, 그곳의 이탈리아군은 오직 피아트 L6/40과 Semovente 47/32 구축전차로만 무장했다. 1940-41년에는 무장이 충분했지만, 연합군 또는 독일군의 전차 및 대전차포의 증가된 장갑과 화력에 보조를 맞추지 못했다. 엔진은 출력이 부족하고 신뢰성이 낮았으며, 혹독한 사막 기후와 승무원들의 초기 훈련 부족으로 인해 상태가 더욱 악화되었다. 1942년부터 이탈리아 육군은 M13/40 시리즈의 화력 약점을 인식하고 기갑 부대에 전차와 함께 Semovente 75/18 자주포를 배치하여 적 중형전차를 파괴할 수 있음을 입증했다.
이 시리즈의 다음 전차는 1943년 1월에 처음 제작된 15톤 전차인 M15/42였다. 1943년 9월 이탈리아 휴전 이전에 약 90대의 차량이 제작되었고, 그 사건과 관련하여 제132기갑사단 아리에테가 로마에서 독일군과의 전투에 사용했다. 그 후, 이 차량들은 독일군에 압수되어 사용되었으며, 독일군은 M15/42 전차 28대를 추가로 제작했다. 이 전차는 더 강력한 엔진과 사막의 혹독한 환경에 대처하기 위한 공기 필터, 그리고 47mm 포의 개선된 버전을 가지고 있었다. 그러나 생산에 들어갈 무렵에는 이미 구식이었다.

#### 이탈리아 전차 분류
이탈리아는 1938년에 새로운 전차 분류 체계를 도입했다. 전차는 먼저 L, M, P (각각 경형, 중형, 중형) 문자로 지정되었고, 그 뒤에 톤 단위의 무게가 오고, 슬래시로 구분하여 전차가 서비스에 채택된 연도가 왔다. 경형, 중형, 중형의 분류는 다른 나라와 약간 달랐다. 따라서 이탈리아인이 "중형"으로 지정한 26톤 무게의 P26/40은 30톤 무게의 M4 셔먼 중형전차와 무게 면에서 더 유사했다. 이탈리아인은 또한 기관총으로 무장한 L3/35를 "경전차"로 분류했지만, 일반적으로는 준전차라고 불린다.

### 일본

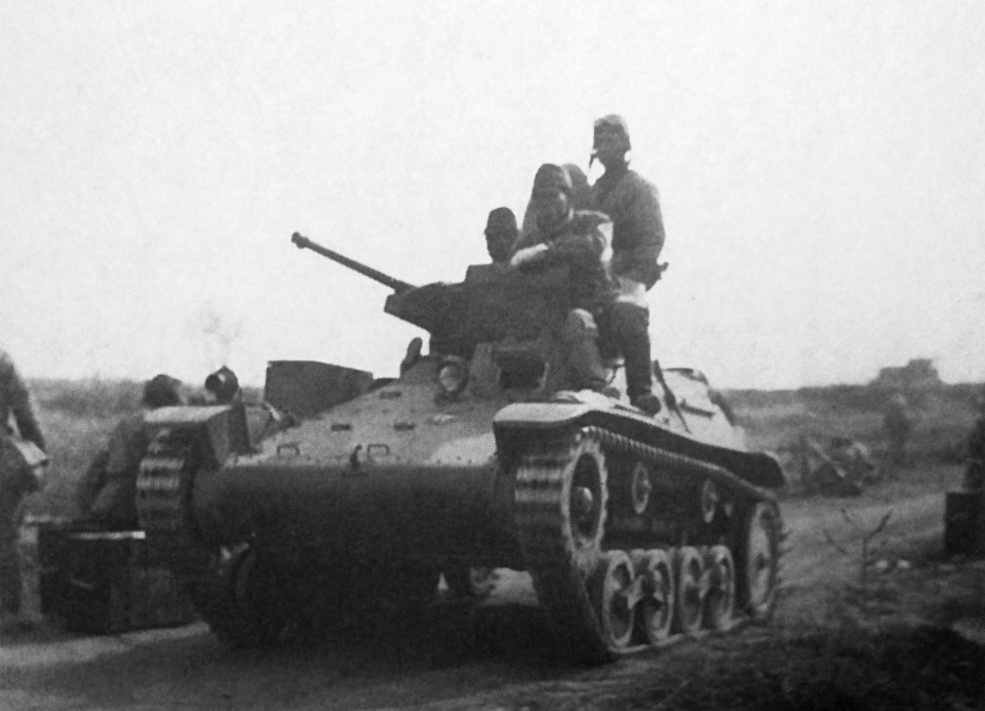
중국의 97식 테-케 준전차

미국 육군 (제1차 세계 대전에서 프랑스와 영국 전차를 사용했던)처럼 일본 제국 육군(IJA)은 제1차 세계 대전 당시 자체 전차가 없었으므로, 제1차 세계 대전 중과 전쟁이 끝난 직후 평가를 위해 외국 전차를 구매하는 것으로 시작했다. 다른 많은 국가들처럼 일본은 처음에는 전차를 받아들이지 않았는데, 이는 기병 전통이 없었기 때문이었다. 기병은 산악 지형에서 정찰에 사용되었고, 처음에는 다른 대부분의 군대와 마찬가지로 첫 설계는 전차의 보병 지원 역할에 의해 제한되었다. 자체 전차를 구축하는 데는 여러 가지 문제가 있었는데, 일본의 우선순위는 해군 조달에 있었기 때문에 전차용 강철 생산은 낮은 수준이었다. 그러나 마침내 1920년대 중반부터 전차를 설계하기 시작했다. 유럽의 설계에 영감을 받아 일본 전차 프로그램은 제2차 세계 대전 이전에 중국과 소련-일본 국경 분쟁에서의 전역을 촉진한 전차를 설계하고 개발했다. 그들은 벨 크랭크 서스펜션, 수륙양용 전차의 선구자로서, 그리고 당시 사용되던 휘발유 전차 엔진에 비해 화재 위험이 적은 디젤 엔진의 사용을 포함하여 설계를 구축하면서 많은 혁신을 도입했다. 일본 장군들은 중국에 대항하여 사용된 전차에 대한 평가에 실수를 저질렀는데, 중국군은 단 3개의 전차 대대와 소수의 대전차 무기만을 보유하고 있었다.

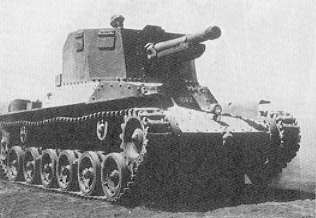
105mm 포를 장착한 1식 호-니 II형

1937년까지 일본은 8개 연대에 1,060대의 전차를 배치했는데, 대부분 보병 지원 역할로 설계 및 사용되었다. 그러나 이러한 중점은 일본 제국 육군이 다른 전차를 상대할 수 있는 전차를 보유하지 못하게 만들었고, 이는 1939년 몽골 국경에서 소련에게 결정적인 패배를 당한 할힌골 전투에서 뼈저리게 느껴졌다. 이는 나중에 그들이 새로운 세대의 연합군 전차를 만났을 때 치명적임이 입증되었는데, 일본 모델의 대다수가 경장갑이었고 중무장하지 않았기 때문이었다. 1920년대처럼 철강 우선순위가 해군과 공군으로 돌아가면서 일본 육군은 전차에 남은 자재를 배정했다. 그리하여 1930년대 설계된 차량들은 계속 대량 생산되었고, 할힌골의 경고는 너무 느리게 인식되었다. 1940년까지 그들은 소련, 프랑스, 영국, 독일에 이어 세계에서 다섯 번째로 큰 전차 전력을 보유했지만, 중형 및 중전차에서는 뒤처졌다. 그러나 1941년 12월, 미국이 전쟁에 참전하면서 태평양을 건너 공격하고 진격하는 미군으로부터 제국을 방어하는 데 더 적합한 군함과 항공기에 우선순위가 계속 주어졌다.

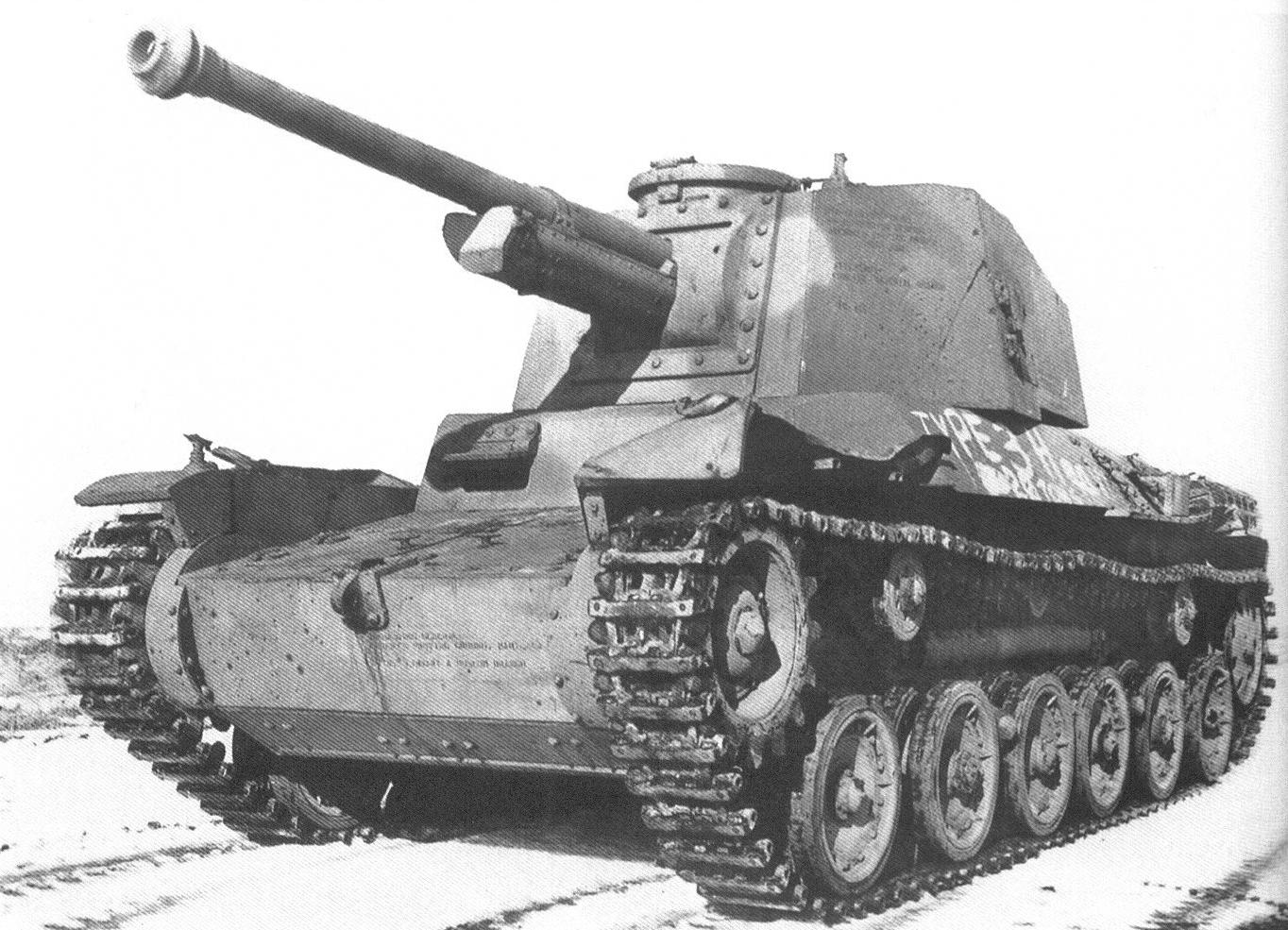
3식 치누

일본 육군은 태평양 전쟁에서 전차를 광범위하게 사용했지만, 연합군이 그곳에서 직면한 전차는 주로 95식 경전차와 97식 중전차 치하와 같은 구형 설계였다. 전쟁이 진행되면서 일본은 연합군 전차에 대항하기 위해 전차와 자주포를 제작했다. 여기에는 75mm 포를 가진 자주포로 설계된 1식 호-니 I 구축전차와 근접 사격 지원 역할을 위한 2식 호-이 보병 지원 전차가 포함되어, 97식 장착 전차 연대에 적 장갑전투차량에 대한 추가 화력을 제공했다. 그러나 이들은 제한된 수량으로만 생산되었다. 3식 치누 중형전차와 같은 가장 현대적인 일본 전차는 재료 및 생산 부족으로 지연되었다. 공장에서 나오기 시작한 후에도, 본토 방어를 위해 보관해야 한다는 교리가 있었다.
1931년부터 1945년까지 일본은 6450대의 전차를 생산했다. 그 중 절반(3300대)은 미쓰비시에서 제작되었다. 1940년부터 1945년까지 생산된 전차의 총계는 4424대이며, 이는 이탈리아와 비슷한 연평균 생산량이다. 일본과 같이 크고 산업화된 국가치고는 겸손한 수치이다. 그러나 1944/45년 이전에는 해군 함대와 공군이 철강 할당 및 건설에 우선순위를 가졌다. 본토가 직접적인 위협에 increasingly 노출되면서 상황이 바뀌었지만 너무 늦었다. 제2차 세계 대전 말기 많은 혁신적인 무기 프로젝트와 마찬가지로, 재료 부족과 일본에 대한 연합군의 전략 폭격으로 인한 일본 산업 인프라 손실로 인해 생산은 소량 또는 시제품 단계를 넘어서지 못했다.

## 다른 참전국들의 전차

### 루마니아

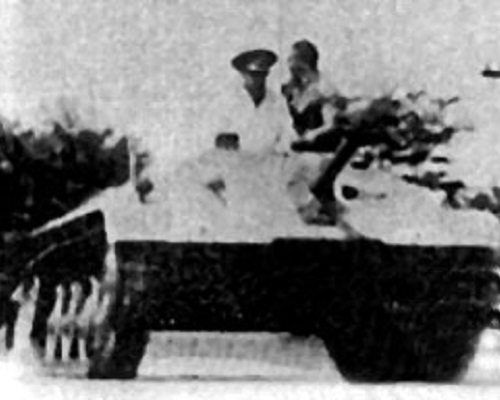
1942년부터 개발된 루마니아 마레샬 구축전차는 헤처의 설계에 영감을 준 것으로 알려져 있다.

전간기에 루마니아는 체코슬로바키아와 프랑스 동맹국으로부터 전차를 확보하여 군대를 무장시켰다. 그러나 루마니아가 획득한 차량은 원래의 체코슬로바키아 및 프랑스 차량과 여러 면에서 달랐다. 예를 들어, 루마니아에서 라이선스 생산된 R-1은 다른 AH-IV 변형들과 다른 엔진과 장갑 두께를 가졌다. R-2 (LT vz. 35의 루마니아 명칭)는 R-2c라는 변형이 있었는데, 시멘트 장갑과 포탑 및 차체의 다른 후면 모양을 가졌다. 프랑스 르노 R35도 획득되었는데, 나중에 현가장치가 크게 변경되어 바퀴가 10배 더 내구성이 좋아졌다.
루마니아는 1941년에 추축국에 합류하여 동부 전선에서 소련군과 싸웠다. 오데사와 스탈린그라드와 같은 곳에서 사용되었다. 루마니아의 전간기 개발 전차는 소련의 T-34와 KV-1에 거의 효과적이지 못하다는 것이 입증되었다. 시험 결과 T-34는 R-2의 37mm 포에 무적이었다. 그러나 루마니아는 판처 III, 판처 IV, 스투그 III와 같은 독일 설계로 전차 전력을 강화했으며, 루마니아군에서는 각각 T-3, T-4, TA로 불렸다.
대전차 능력을 더욱 강화하기 위해 루마니아는 1942년 후반에 자체 구축전차 생산을 시작했다. 여기에는 마레샬, TACAM T-60, TACAM R-2 및 VDC R35가 포함되었으며, 그 중 첫 번째는 독일 국방군 관계자들에게 독일의 헤처 설계에 영감을 주었다고 전해진다. R-3 및 T-34와 유사한 특성을 가진 후기 전차 프로젝트와 같은 중형전차 생산 시도도 있었지만, 둘 다 제안 단계를 넘지 못한 것으로 알려져 있다. 노획된 T-34에 대한 대규모 개조도 제안되었다 (여기 참조).

### 체코슬로바키아

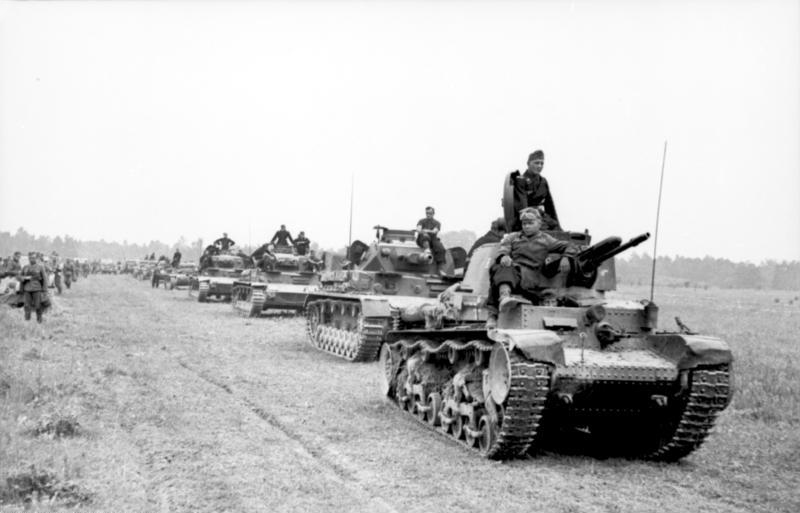
1940년 프랑스에서 독일군이 판처 35(t)로 명명한 LT vz. 35

주데텐 위기 당시, 체코슬로바키아군은 스코다가 설계한 298대의 LT vz. 35와 ČKD가 제작한 50대의 LT vz. 34를 포함한 경전차 보완 전력을 사용했다. 150대의 LT vz. 38이 주문되었지만 독일 점령 이전에 인도된 차량은 없었다. LT-35와 LT-38 모델은 독일 국방군이 사용하던 판처 I과 판처 II 경전차보다 우수했으므로, 독일군은 이 모델들의 생산을 재개하도록 명령했다.
1942년 생산이 종료되기 전, 스코다 웍스에서 독일 국방군을 위해 136대의 LT-35와 총 1414대의 LT-38이 추가로 생산되었다. 이 전차들은 폴란드 전역, 프랑스 공방전, 소련 전선에서 작전 운용되었다. 1942년까지 체코산 전차는 소련의 T-34 중형전차와 새로운 대전차포에 점차 취약해졌고, LT-35와 LT-38은 러시아의 혹독한 겨울 조건에 부적합하다고 판명되어 1942년에 일선에서 철수되었다. 남은 전차들은 경정찰 역할로 재배치되거나 헤처 구축전차 및 포병 트랙터로 개조되었다.

### 폴란드

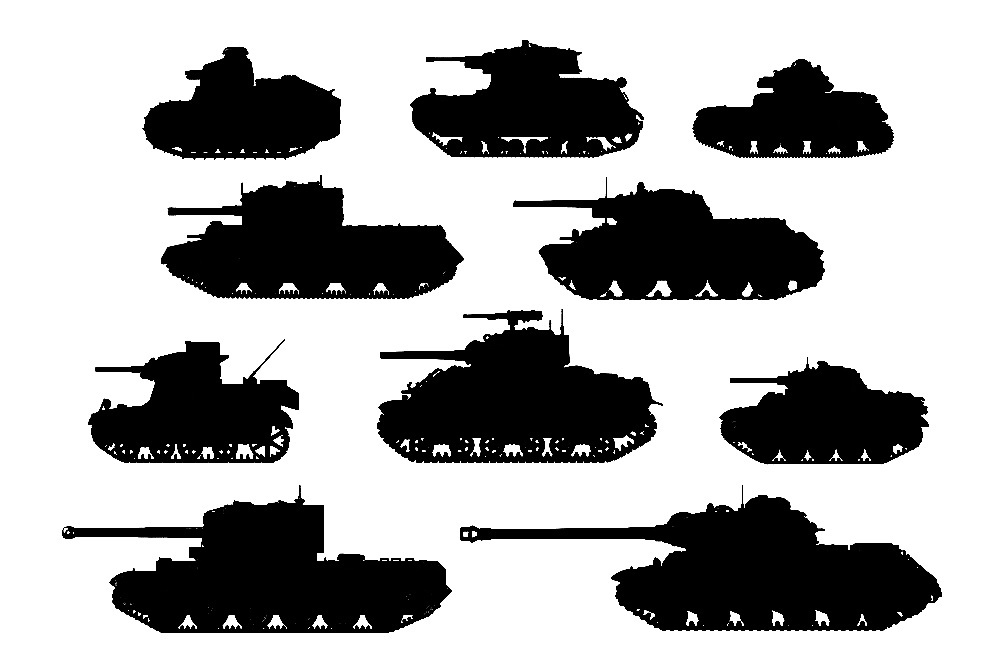
제2차 세계 대전 동안 폴란드군이 전투에서 운용했던 모든 전차

폴란드는 독일의 전격전을 가장 먼저 겪었지만, 기갑 부대에는 매우 우수한 전차를 보유하고 있었다. 가장 중요한 것은 7TP ("7톤 폴란드"를 의미하는 siedmiotonowy Polski) 경전차였는데, 이는 가장 흔한 적수인 독일의 1호 전차와 2호 전차보다 무장이 좋았다.
유사한 소련의 T-26처럼 7TP는 폴란드군이 구매하고 현지 생산을 허가받은 영국의 빅커스 6 톤 (Mk. E)의 개발형이었다. 7TP의 주요 새로운 특징은 더 좋고, 더 신뢰할 수 있으며, 더 강력한 디젤 엔진 (이는 7TP를 세계 최초의 디젤 전차로 만들었다), 37mm 대전차 총, 그리고 약간 더 두꺼운 장갑 (전면 13mm 대신 17mm)이었다. 1935년부터 전쟁 발발까지 약 132대만이 생산되었다. 초기 7톤 시제품이 제작된 후 무게가 증가하여 실제 양산형 전차는 9.9톤이었다.
영국 전신처럼, 7TP는 처음에는 두 가지 변형으로 생산되었다. 2개의 Ckm wz.30 기관총으로 무장한 트윈 포탑 버전과 37 mm (1.5 in) 보포스 wz. 37 포로 무장한 단일 포탑 버전이다. 초기 테스트 후, 트윈 포탑 변형은 구식이고 화력이 부족하다는 것이 분명해졌으므로, 더 현대적인 단일 포탑 설계에 찬성하여 폐기되었다.
폴란드에는 영국의 카든 로이드 탱케트의 개선된 차체를 기반으로 한 TK 준전차(TK-3으로도 알려짐)도 있었다. 575대의 TK/TKS 준전차는 폴란드 기갑 부대의 대부분을 형성했지만, 무장이 기관총으로 제한되어 전투 가치가 제한적이었다. 이들은 폴란드 침공 동안 막대한 손실을 입었다. 20mm 포로 무장한 소수의 준전차만이 적 전차에 대항할 전투 기회를 가졌으며, 1939년 9월 18일 한 예에서는 20mm 포를 장착한 TKS가 독일 판처캄프바겐 35(t) 전차 3대를 파괴했다.
모든 7TP 전차는 1939년 폴란드 방어전에 참전했다. 대부분은 두 개의 경전차 대대 (제1대대와 제2대대)에 배속되었다.
가장 좋은 성능을 보인 폴란드 기계화 부대가 낡은 비커스 E 6톤 전차 16대와 20mm 기관포를 장착한 준전차 4대만 보유하고 있었다는 것은 역설적이다. 제10기계화기병여단 (폴란드).
폴란드군은 폴란드 함락 후 망명하여 동맹국들로부터 재무장했다. 붉은 군대와 함께 싸우는 폴란드 LWP군은 T-34, T-70, IS-2 전차와 ISU-122, SU-76 자주포로 무장했다. 서부의 폴란드군은 M3 및 M5 스튜어트, M4 셔먼, 소수의 크롬웰을 포함한 영국 물량으로 무장했다. 폴란드 기갑 부대는 베를린 전투에 참여했으며 노르망디 전역에서 중요한 역할을 했다.

## 같이 보기
- 제759전차대대 (미국)
- 전차의 역사
- 돌격포
- 구축전차
- 제1차 세계 대전의 전차
- 제1차 세계 대전 전차 비교
- 전간기 전차
- 영국의 경전차
- 코뿔소 전차
- 냉전기 전차
- 냉전 이후의 전차

### 내용주
1. ↑  Simon, Adams (2007) [2001]. 《World War I》. New York, NY: Dorling Kimberly (DK). 52–53쪽. ISBN 978-0-7566-0741-8.
2. ↑  Bishop 2002, 35쪽.
3. 1 2 3  Steadman, Kenneth A. (1982). “The Evolution of the Tank in the U.S. Army” (PDF). United States Army. 2–10쪽. 2013년 3월 2일에 원본 문서 (PDF)에서 보존된 문서. 2015년 5월 21일에 확인함.
4. 1 2 3  Bishop 2002, 20쪽.
5. ↑  Larew, Karl G. (2005). 《From Pigeons to Crystals: the development of radio communication in U.S. Army tanks in World War II》. 《Historian》 67. 664–677쪽. doi:10.1111/j.1540-6563.2005.00126.x. S2CID 143543753.
6. 1 2  Ness 2002, 9–15쪽.
7. 1 2 3  Bishop 2002, 42쪽.
8. ↑  Irwin, John P. Another River, Another Town, New York: Random House Publishers (2002), p. 61.
9. ↑  Irwin, p. 62: Even the U.S. M4 Sherman could disable a Jagdpanther's track or fracture the front drive sprocket with a 75 mm HE shell.
10. 1 2 3  Bishop 2002, 35–38쪽.
11. 1 2 3  Bishop 2002, 31쪽.
12. 1 2 3 4 5  Bishop 2002, 39–41쪽.
13. ↑  “Red Army Fights for Mother Russia”. 《Life》. 1942년 10월 5일. 29쪽. 2011년 11월 20일에 확인함.
14. ↑  Solyankin, Alexander G. (2010) T. 3: Domestic armored vehicles 1946–1965. 20th Century. ISBN 5-977101066, p. 21
15. ↑  Bishop 2002, 37쪽.
16. 1 2 3 4 5  Ness 2002, 20–23쪽.
17. ↑  Keegan, John (2011년 8월 31일). 《The Second World War》 (영어). Random House. ISBN 9781446496497.
18. 1 2  Porter (2009), p. 46.
19. ↑  Bishop 1998, 25–26쪽.
20. ↑  Bishop 2002, 32–35쪽.
21. 1 2 3 4  Bishop 2002, 52–61쪽.
22. ↑  Kennett, Lee (1985). 《For the duration... : the United States goes to war, Pearl Harbor-1942》. New York: Scribner. 85쪽. ISBN 978-0-684-18239-1.
23. ↑  Bishop 2002, 32쪽.
24. 1 2 3 4 5 6  Ness 2002, 185–187쪽.
25. ↑  Fletcher, Great Tank Scandal.
26. ↑  “U.S. Auto Plants are Cleared for War”. 《Life》. 1942년 2월 16일. 19쪽. 2011년 11월 16일에 확인함.
27. ↑  “A Tank Arsenal: How Its Assembly Lines Operate”. 《Life》. 1942년 8월 10일. 69–70쪽. 2011년 11월 19일에 확인함.
28. ↑  Porter 2009, 66쪽.
29. ↑  Porter 2009, 68쪽.
30. 1 2  Bailey 1983, 32쪽.
31. 1 2 3 4  Berndt 1994, 67–77쪽.
32. ↑  Berndt 1994, 77–79쪽.
33. ↑  Frieser, Karl-Heinz (2005).  Greenwood, John T., 편집. 《The Blitzkrieg Legend. The 1940 Campaign in the West》. Naval Institute Press. 211–212쪽. ISBN 978-1-59114-294-2.
34. ↑  〈The Battle of France〉. 《Greatest Tank Battles》. 시즌 1. 2012년 1월 31일. Military Channel (now American History Channel).
35. ↑  Auto Mitrailleuse CDM Modelstories
36. ↑  1942 Auto Mitrailleuse CDM Chars-francais.net 보관됨 2009-11-03 - 웨이백 머신
37. 1 2 3 4  Bishop 2002, 9쪽.
38. 1 2 3 4 5 6  Bishop 2002, 12–16쪽.
39. ↑  Ness 2002, 90쪽.
40. 1 2  Bishop 2002, 16–18쪽.
41. ↑  Zaloga 2007, 4쪽.
42. ↑  Zaloga 2007, 5–6쪽.
43. ↑  Zaloga 2007, 4, 5, 9–11, 17, 22–24, 27쪽.
44. ↑  Hara 1972, 15–17쪽.
45. 1 2  Ness 2002, 135–137쪽.
46. ↑  Rottman & Takizawa 2008, 59쪽.
47. ↑  Zaloga 2007, 3, 17쪽.
48. ↑  Ness 2002, 138–143쪽.
49. ↑  History of War: "Type 1 Ho-Ni I Self-Propelled Gun"
50. ↑  Rickard, John (2008). “Type 2 Ho-I Gun Tank”. 《History of War》. 2010년 3월 19일에 확인함.
51. ↑  Zaloga 2012, 34쪽.
52. ↑  Zaloga 2007, 3, 21–22쪽.
53. ↑  Zaloga 2007, 15쪽.
54. ↑  Tomczyk 2005, 3, 5, 29쪽.
55. ↑  Zaloga 2007, 22쪽.
56. ↑  Axworthy 1995, 31–37쪽.
57. ↑  Axworthy 1995, 225쪽.
58. ↑  Axworthy 1995, 49–53쪽.
59. ↑  Axworthy 1995, 100–101, 108쪽.
60. ↑  Axworthy 1995, 87쪽.
61. ↑  Axworthy 1995, 219쪽.
62. ↑  Axworthy 1995, 221–235쪽.
63. ↑  Axworthy 1995, 219, 221쪽.
64. ↑  Ness 2002, 63–65쪽.
65. ↑  Ness 2002, 67–68쪽.
66. 1 2 3 4 5 6  Ness 2002, 147–149쪽.

### 참고 문헌
- Axworthy, Mark (1995). 《Third Axis Fourth Ally: Romanian Armed Forces in the European War, 1941–1945》. London: Arms and Armour. ISBN 9781854092670.
- Bailey, Charles (1983). 《Faint Praise》. Hamden, Connecticut: Archon books. ISBN 978-0-208-02006-2.
- Berndt, Thomas (1994). 《American Tanks of World War II》. Minnesota, MN: MBI Publishing Company. ISBN 978-0-87938-930-7.
- Bishop, Chris (1998). 《The Encyclopedia of Weapons of WWII: The Comprehensive Guide to Over 1,500 Weapons Systems, including Tanks, Small Arms, Warplanes, Artillery, Ships, and Submarines》. London, UK: Orbis Publishing and Aerospace Publishing. ISBN 978-0-7607-1022-7.
- Bishop, Chris (2002). 《The Encyclopedia of Weapons of WWII: The Comprehensive Guide to Over 1,500 Weapons Systems, including Tanks, Small Arms, Warplanes, Artillery, Ships, and Submarines》. Sterling Publishing Company. ISBN 978-1-58663-762-0.
- 틀:Book-Fletcher-Great Tank Scandal
- 틀:Book-Fletcher-Universal Tank
- Hara, Tomio (1972). 《Japanese Medium Tanks》. AFV Weapons Profiles No. 49. Profile Publications Limited.
- Ness, Leland (2002). 《Jane's World War II Tanks and Fighting Vehicles》. HarperCollins. ISBN 978-0007112289.
- Porter, David (2009). 《Western Allied Tanks 1939–1945》. Amber Books Ltd. ISBN 978-1-906626-32-7.
- Rottman, Gordon L.; Takizawa, Akira (2008). 《World War II Japanese Tank Tactics》. Osprey Publishing. ISBN 978-1846032349.
- Tomczyk, Andrzej (2005). 《Japanese Armor Vol. 4》. AJ Press. ISBN 978-8372371676.
- Zaloga, Steven J. (2007). 《Japanese Tanks 1939–45》. Osprey. ISBN 978-1-8460-3091-8.
- Zaloga, Steven J. (2012). 《M4 Sherman vs Type 97 Chi-Ha: The Pacific 1945》. Osprey Publishing. ISBN 978-1849086387.